# Herwonnen Gebieden

Kaart met de grenzen van Polen voor 1938 en na 1945. De oostelijke grensgebieden zijn grijs, terwijl de Herwonnen Gebieden roze gekleurd zijn.

De Herwonnen gebieden (Pools: Ziemie Odzyskane), ook bekend als de Westelijke Grensgebieden (Pools: Kresy Zachodnie), en voorheen als de Westelijke en Noordelijke Gebieden (Pools: Ziemie Zachodnie i Polnocne), zijn de voormalige oostgebieden van Duitsland en de Vrije Stad Danzig die na de Tweede Wereldoorlog een deel van Polen werden, toen hun voormalige Duitse inwoners onder dwang werden gedeporteerd. De term "herwonnen" verwijst naar het feit dat deze gebieden ooit deel uitmaakten van de Poolse staat en door Polen in verschillende perioden door de eeuwen heen verloren zijn gegaan. De term verwees ook naar het Piast-concept wat beschrijft dat deze gebieden deel uitmaakten van het traditionele Poolse thuisland onder de Piast-dynastie, na de oprichting van de Poolse staat in de Middeleeuwen. Door de eeuwen heen werden de gebieden echter overwegend Duitstalig door de processen van Duitse kolonisatie richting het oosten (Ostsiedlung), politieke uitbreiding (Drang nach Osten), evenals taalverschuiving als gevolg van assimilatie (zie ook: Germanisering) van de lokale Poolse, Slavische en Baltische Pruisische bevolking. Daarom bevatten de meeste van deze gebieden in 1945, voor de Poolse annexatie en kolonisatie, afgezien van bepaalde regio's zoals West-Opper-Silezië, Ermland en Mazurië, geen omvangrijke Poolssprekende gemeenschappen meer.
De grote meerderheid van de Duitse bevolking van de gebieden vluchtte tijdens de latere stadia van de oorlog of werd verdreven door de Sovjet- en Poolse communistische autoriteiten na het einde van de oorlog, hoewel er in sommige plaatsen nog een kleine Duitse minderheid bestaat. De gebieden werden herbevolkt met Polen die uit centraal-Polen verhuisden, Poolse repatrianten die werden gedwongen om gebieden van voormalig Oost-Polen te verlaten die door de Sovjet-Unie waren geannexeerd, Polen die bevrijd waren van dwangarbeid in nazi-Duitsland, en Oekraïners die onder dwang werden hervestigd onder "Operatie Wisła", en andere minderheden, die zich in het naoorlogse Polen vestigden, waaronder Grieken en Macedoniërs. Echter, in tegenstelling tot de officiële verklaring dat de voormalige Duitse inwoners van de Herwonnen Gebieden snel moesten worden verwijderd om de Polen die door de Sovjet-annexatie waren ontheemd te huisvesten, kampten de Herwonnen Gebieden aanvankelijk met een ernstig bevolkingstekort. De door de Sovjet-Unie aangestelde communistische autoriteiten die de hervestiging uitvoerden, deden ook inspanningen om veel sporen van de Duitse cultuur, zoals plaatsnamen en historische inscripties op gebouwen te verwijderen.
De naoorlogse grens tussen Duitsland en Polen (de Oder-Neissegrens) werd erkend door Oost-Duitsland in 1950 en door West-Duitsland in 1970, en werd nogmaals bevestigd door het herenigde Duitsland in het Duits-Pools grensverdrag van 1990.

## Oorsprong en gebruik van de term

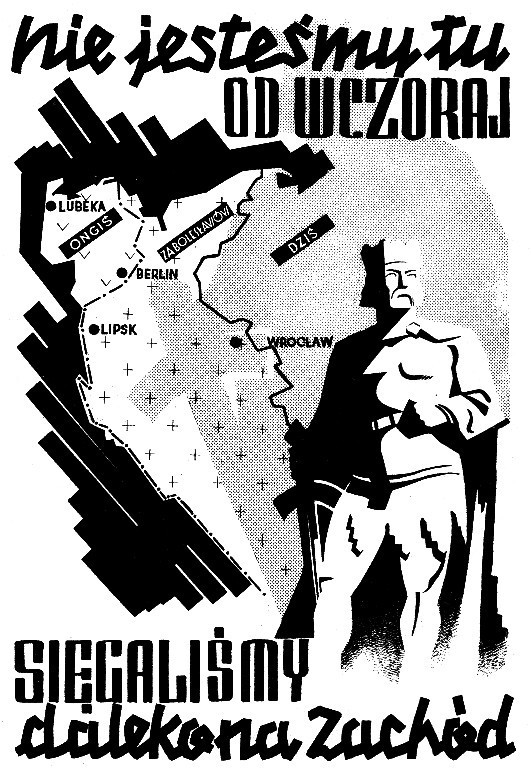
Poolse nationalistische propaganda uit de jaren dertig: "Nie jesteśmy tu od wczoraj. Sięgaliśmy daleko na zachód." (We zijn hier niet sinds gisteren. Ooit reikten we ver tot het westen.)

De term "Herwonnen Gebieden" werd voor het eerst officieel gebruikt in het decreet van de president van de republiek van 11 oktober 1938 na de annexatie van Zaolzie door het Poolse leger. Het werd de officiële term die in de nasleep van de Tweede Wereldoorlog werd bedacht om de voormalige oostelijke gebieden van Duitsland aan te duiden die werden overgedragen aan Polen, in afwachting van een definitieve vredesconferentie met Duitsland die uiteindelijk nooit heeft plaatsgevonden. De term is een collectieve benaming voor verschillende voormalig Duitse gebieden, die onder drie categorieën geplaatst kunnen worden:
- Gebieden die ooit deel uitmaakten van de Poolse staat tijdens het bewind van de Piasten, waarvan er vele later deel hadden uitgemaakt van verschillende door Piast-, Greifen-, Jagiello- en Sobieski-geregeerde hertogdommen, sommige tot in de 17e en 18e eeuw, hoewel vaak onder buitenlandse heerschappij
- Gebieden die tot de 17e eeuw deel uitmaakten van Polen (het meest noordelijke deel van Groot-Polen, inclusief Czaplinek) of die in de 15e, 16e en 17e eeuw onder Poolse heerschappij stonden als leengoed (zuidelijk Hertogdom Pruisen en het Hertogdom Opole, dat ook valt onder de categorie hierboven)
- Gebieden die tot de Poolse Delingen deel uitmaakten van Polen (Ermland, Malbork, delen van Pommerellen, noordelijk Groot-Polen inclusief Piła, Wałcz en Złotów, die door Pruisen werden geannexeerd in de Eerste Deling van 1772; en Gdańsk en westelijke delen van Groot-Polen met inbegrip van Międzyrzecz en Wschowa, die volgden in de tweede deling van 1793)

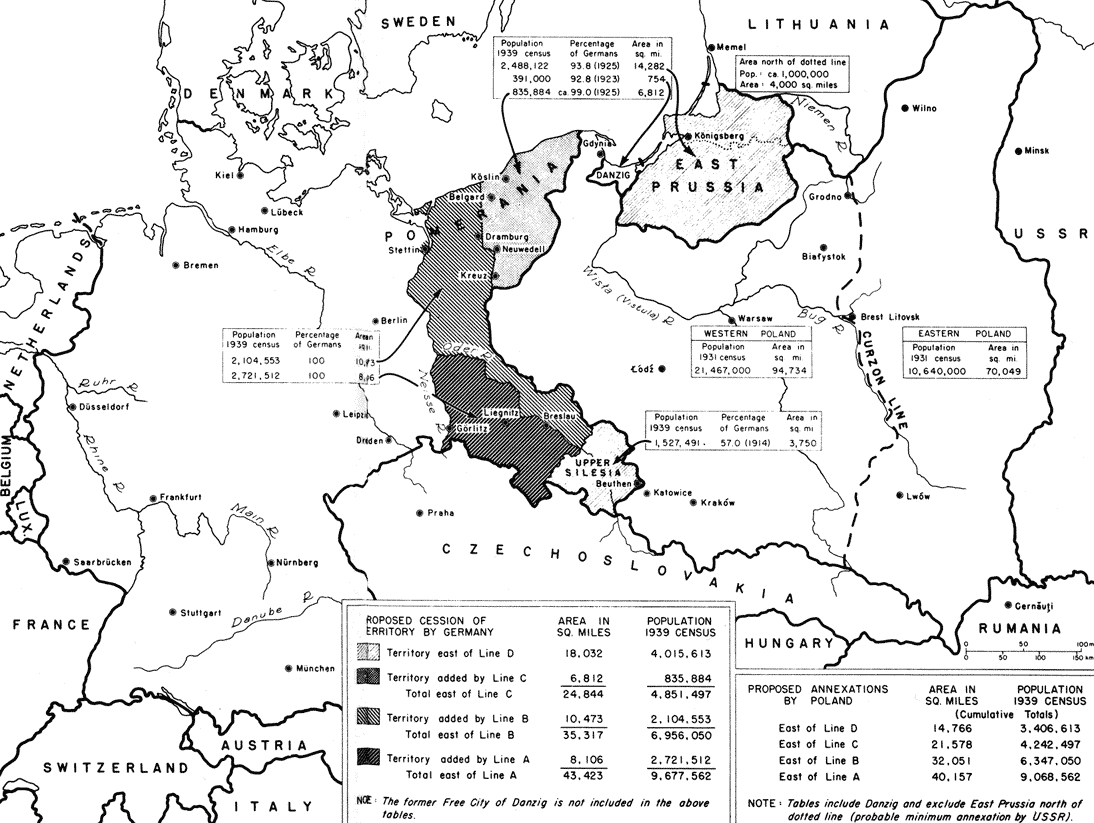
Demografische kaart van het Amerikaanse ministerie van Buitenlandse Zaken van 10 januari 1945 "Duitsland – Polen Voorgestelde territoriale wijzigingen"

Het onderliggende concept was om het naoorlogse Polen te definiëren als erfgenaam van het rijk van de middeleeuwse Piasten, dat werd vereenvoudigd tot een beeld van een etnisch homogene staat die overeenkwam met de naoorlogse grenzen, in tegenstelling tot het latere door de Jagiellonen geregeerde Polen, wat een multi-etnische staat was en verder naar het oosten lag. Het argument dat dit gebied in feite "oude Poolse landen" vormde, greep terug naar een vooroorlogs concept dat werd ontwikkeld door Poolse rechtse kringen verbonden aan de Stronnictwo Narodowe. Een van de redenen waarom Polen na de oorlog de voorkeur gaf aan een Piast-traditie in plaats van een Jagiello-traditie, was omdat Jozef Stalin zich weigerde terug te trekken van de Curzonlijn en vanwege de bereidheid van de geallieerden om in plaats daarvan Polen tevreden te stellen met Duits grondgebied. Het oorspronkelijke argument voor de toekenning van voormalig Duits grondgebied aan Polen – compensatie – werd aangevuld met het argument dat dit grondgebied in feite voorheen Pools was. Volgens de auteur Dmitrow "werd in officiële rechtvaardigingen voor de grensverschuiving het argument, dat het een compensatie was voor het verlies van de oostelijke helft van het vooroorlogse Poolse grondgebied aan de USSR, als onaangenaam en geniepig beschouwd. In plaats daarvan werd een historische argumentatie naar voren gebracht met het dogma, Polen is simpelweg teruggekeerd naar 'oude Piast-landen'." Ook werd opgemerkt dat de Piasten Polen tegen de Duitsers hadden verdedigd, terwijl de belangrijkste rivaal van de Jagiellonen het groeiende Grootvorstendom Moskou was geweest, waardoor de Jagiellonen een minder geschikte historische basis waren voor de Sovjet-gedomineerde situatie van het naoorlogse Polen. De Volksrepubliek Polen onder de Poolse Arbeiderspartij steunde dus het idee van Polen op basis van oude Piast-landen. De kwestie van de Herwonnen Gebieden was een van de weinige kwesties die de Poolse communisten en hun oppositie niet verdeelden, en er was eensgezindheid over de westelijke grens. Zelfs de ondergrondse anticommunistische pers riep op tot de Piast-grenzen, dat een einde zou maken aan de Germanisering en Drang nach Osten. De officiële opvatting was dat de Polen altijd het onvervreemdbare en onvermijdelijke recht hadden gehad om de Herwonnen Gebieden te bewonen, zelfs als buitenlandse mogendheden dit beletten. Bovendien werd het Piast-concept gebruikt om de geallieerde mogendheden, die het moeilijk vonden om een Pools "etnografisch territorium" te definiëren, ervan te overtuigen dat het een ondraaglijk onrecht zou zijn om "de gebieden niet terug te geven".
Tegen 1949 werd de term "Herwonnen Gebieden" uit de Poolse communistische propaganda geschrapt, maar werd nog steeds af en toe in de spreektaal gebruikt. Omdat deze gebieden niet als aparte gebieden binnen de Poolse staat moesten worden beschouwd, begonnen de autoriteiten ze in plaats daarvan de "Westelijke en Noordelijke landen" te noemen.

## Geschiedenis van de Herwonnen Gebieden vóór 1945

Het vroege Polen onder de Piasten rond de dood van Mieszko I in 992, die wordt beschouwd als de eerste historische heerser van Polen en de schepper van de Poolse staat, nadat zijn rijk door het pausdom was erkend.

Vanaf de 6e eeuw bewoonden verschillende West-Slavische stammen het grootste deel van het huidige Polen. Hertog Mieszko I van de Polanen verenigde in de tweede helft van de 10e eeuw vanuit zijn bolwerk in het gebied van Gniezno verschillende naburige stammen, vormde de eerste Poolse staat en werd de eerste historisch gedocumenteerde hertog van de Piasten. Zijn rijk bevatte ruwweg het hele gebied van wat later de "Herwonnen Gebieden" zou worden genoemd, met uitzondering van Oost-Lausitz en van het Ermland-Mazurische deel van Oud-Pruisen, wat door de Pruisen werd bewoond.

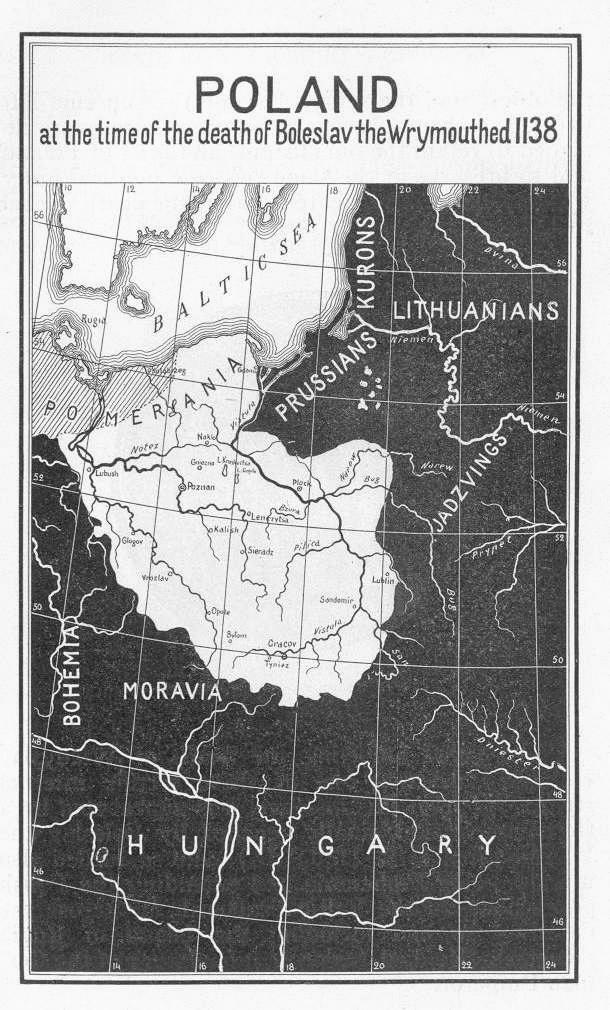
Kaart (gepubliceerd in 1917 in de Verenigde Staten) van Polen rond de dood van Boleslaw III in 1138

Mieszko's zoon en opvolger, hertog Bolesław I, breidde bij de Vrede van Bautzen in 1018 het zuidelijke deel van het rijk uit, maar verloor de controle over de landen van West-Pommeren aan de Oostzee. Na de fragmentatie, opstanden door heidenen en een Boheemse invasie in de jaren 1030, herenigde hertog Casimir I (die regeerde van 1040-1058) opnieuw het grootste deel van het voormalige Piast-rijk, met inbegrip van Silezië en het Land Lebus aan beide zijden van de middenloop van de Oder, maar zonder West-Pommeren, dat pas van 1116 tot 1121 weer onderdeel werd van de Poolse staat onder Bolesław III, toen het adellijke Huis Greifen het hertogdom Pommeren oprichtte. Na de dood van Bolesław in 1138, werd Polen bijna 200 jaar lang onderworpen aan fragmentatie, tijdens het bewind van de zonen van Bolesław en hun opvolgers, die vaak met elkaar in conflict waren. Władysław I, in 1320 tot koning van Polen gekroond, bereikte een gedeeltelijke hereniging, hoewel de Silezische en Mazovische hertogdommen onafhankelijke Piast-bezittingen bleven.
In de loop van de 12e tot 14e eeuw trokken Duitse, Nederlandse en Vlaamse kolonisten naar Oost-Centraal en Oost-Europa in een migratieproces dat bekend staat als de Ostsiedlung. In Pommeren, Brandenburg, Pruisen en Silezië werd de inheemse West-Slavische (Polabische Slaven en Polen) of Baltische bevolking in de loop van de volgende eeuwen minderheden, hoewel aanzienlijke aantallen van de oorspronkelijke bewoners in gebieden zoals Opper-Silezië bleven bestaan. In Groot-Polen en in Oost-Pommeren (Pommerellen) vormden Duitse kolonisten een minderheid.
Ondanks het verlies van verschillende provincies, creëerden advocaten van het Koninkrijk Polen een specifieke claim op alle voormalige Poolse provincies die in 1320 niet door Władysław I herenigd konden worden met de rest van Polen. De advocaten bouwden voort op de theorie van de Kroon van het Poolse Koninkrijk, volgens welke de staat (de Kroon) en haar belangen niet langer strikt verbonden waren met de persoon van de vorst. Daarom kon geen enkele monarch effectief afstand doen van de aanspraken van de Kroon op een van de gebieden die historisch en/of etnisch Pools waren. Die claims waren voorbehouden aan de staat (de Kroon), die in theorie nog steeds alle gebieden omvatte die deel uitmaakten van of afhankelijk waren van de Poolse Kroon na de dood van Bolesław III in 1138. Dit concept werd ook ontwikkeld om te voorkomen dat er grondgebied verloren zou gaan na de dood van koning Casimir III in 1370, toen Lodewijk I van Hongarije, die Hongarije met absolute macht regeerde, tot koning van Polen werd gekroond. In de 14e eeuw was Hongarije een van de grootste mogendheden van Centraal-Europa, en haar invloed reikte tot aan verschillende Balkan-vorstendommen en Zuid-Italië (Napels). Polen was in de personele unie met Hongarije het kleinere, politiek zwakkere en perifere land. In het Privilege van Koszyce (1374) garandeerde koning Lodewijk I dat hij geen gebieden zou losmaken van het Poolse koninkrijk. Het concept was niet nieuw, omdat het geïnspireerd was op soortgelijke Boheemse (Tsjechische) wetten (Landen van de Boheemse kroon).
Sommige verloren gebieden (zoals Pommerellen en Mazovië) werden in de 15e en 16e eeuw herenigd met Polen. Alle Poolse vorsten moesten echter tot het einde van het Pools-Litouwse Gemenebest in 1795 zweren om al het mogelijke te doen om de rest van de verloren gebieden te herenigen met de Kroon.
Veel belangrijke gebeurtenissen in de Poolse geschiedenis worden geassocieerd met deze gebieden, waaronder de gewonnen veldslagen van Cedynia (972), Niemcza (1017), Psie Pole en Głogów (1109), Tannenberg (1410), Oliva (1627), de verloren veldslagen van Legnica (1241) en Westerplatte (1939), het leven en het werk van de astronomen Nicolaas Copernicus (16e eeuw) en Johannes Hevelius (17e eeuw), de totstandkoming van de oudste Poolstalige teksten en drukwerken (de middeleeuwen en renaissance), de creatie van de normen en stijlen van de Poolse literaire taal (Renaissance-tijdperk), de Poolse maritieme geschiedenis, de oprichting van een van de eerste katholieke bisdommen in Polen in de Middeleeuwen (in Wrocław en Kołobrzeg), evenals de Poolse Reformatie in de tijd van de Renaissance.
In deze gebieden zijn belangrijke Poolse figuren geboren of hebben daar gewoond. Astronoom Jan van Głogów en geleerde Laurentius Corvinus, die leraren waren van Nicolaas Copernicus aan de Universiteit van Krakau, kwamen beiden uit Neder-Silezië. Jan Dantyszek (renaissancistische dichter en diplomaat, de vader van de Poolse diplomatie genoemd) en Marcin Kromer (renaissance cartograaf, diplomaat, historicus, muziektheoreticus) waren bisschoppen van Ermland. Ook de leidende figuren van de Poolse Verlichting zijn verbonden met deze gebieden: filosoof, geoloog, schrijver, dichter, vertaler, staatsman Stanisław Staszic en groot beschermheer van de kunsten, schrijver, taalkundige, staatsman en kandidaat voor de Poolse kroon Adam Kazimierz Czartoryski werden beiden geboren in deze gebieden, Ignacy Krasicki (auteur van de eerste Poolse roman, toneelschrijver, bijgenaamd de Prins van Poolse Dichters) woonde toen hij volwassen was in Ermland, en broers Józef Andrzej Załuski en Andrzej Stanisław Załuski (oprichters van de Załuski-bibliotheek in Warschau, een van de grootste 18e-eeuwse boekencollecties ter wereld) groeiden op en studeerden in deze gebieden. Ook schilders Daniel Schultz, Tadeusz Kuntze en Antoni Blank, evenals componisten Grzegorz Gerwazy Gorczycki en Feliks Nowowiejski werden in deze landen geboren.
Tegen de tijd dat Polen in 1918 haar onafhankelijkheid herwon, beweerde de Poolse activist Dr. Józef Frejlich al dat het land op de rechteroever van de rivier de Oder, inclusief industriesteden zoals Wrocław en havensteden aan de Oostzee zoals Szczecin en Gdańsk, economische delen van Polen waren die moesten worden herenigd met de rest van het "economische territorium van Polen" tot een verenigde en onafhankelijke staat, als een fundamentele voorwaarde voor de economische heropleving van Polen na de Eerste Wereldoorlog.
Na de succesvolle opstand in Groot-Polen, de overdracht van Pommerellen aan Polen na het Verdrag van Versailles en de Silezische Opstanden waardoor Polen een groot deel van Opper-Silezië kon veroveren, richtten de territoriale aanspraken van de Tweede Poolse Republiek zich op de rest van het gedeeltelijk Poolssprekende Opper-Silezië en Mazurië onder Duitse heerschappij, evenals de stad Danzig, het Tsjechoslowaakse deel van Teschen-Silezië en andere aangrenzende gebieden met een aanzienlijke Poolse bevolking. De Poolse bevolking van deze landen was onderhevig aan Germanisering en geïntensifieerde onderdrukking, vooral nadat de nazi's in 1933 in Duitsland aan de macht kwamen. Het grootste deel van het al lang gegermaniseerde Neder-Silezië, Achter-Pommeren en Oost-Pruisen bleef onbetwist. Echter, in reactie op de dreigementen van Hitler's Duitsland gericht aan Polen, kort voor het uitbreken van de Tweede Wereldoorlog, toonden Poolse nationalisten kaarten van Polen inclusief deze oude Poolse gebieden, en beweerden dat ze van plan waren deze te heroveren.
In het interbellum voerde de Duitse regering een grootschalige campagne om duizenden plaatsnamen te wijzigen om sporen van Slavische oorsprong uit te wissen.

### Pommeren

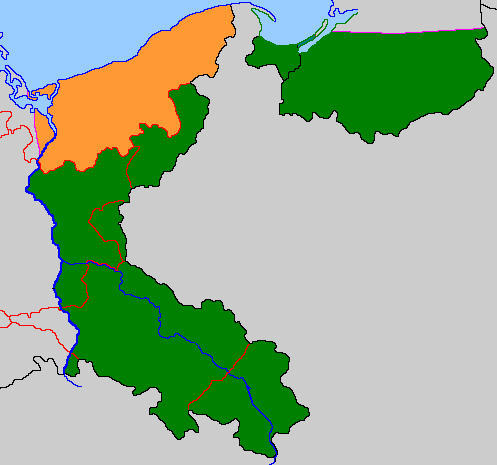
Locatie van het geannexeerde deel (oranje) van de provincie Pommeren en van de andere "Herwonnen Gebieden" (groen)

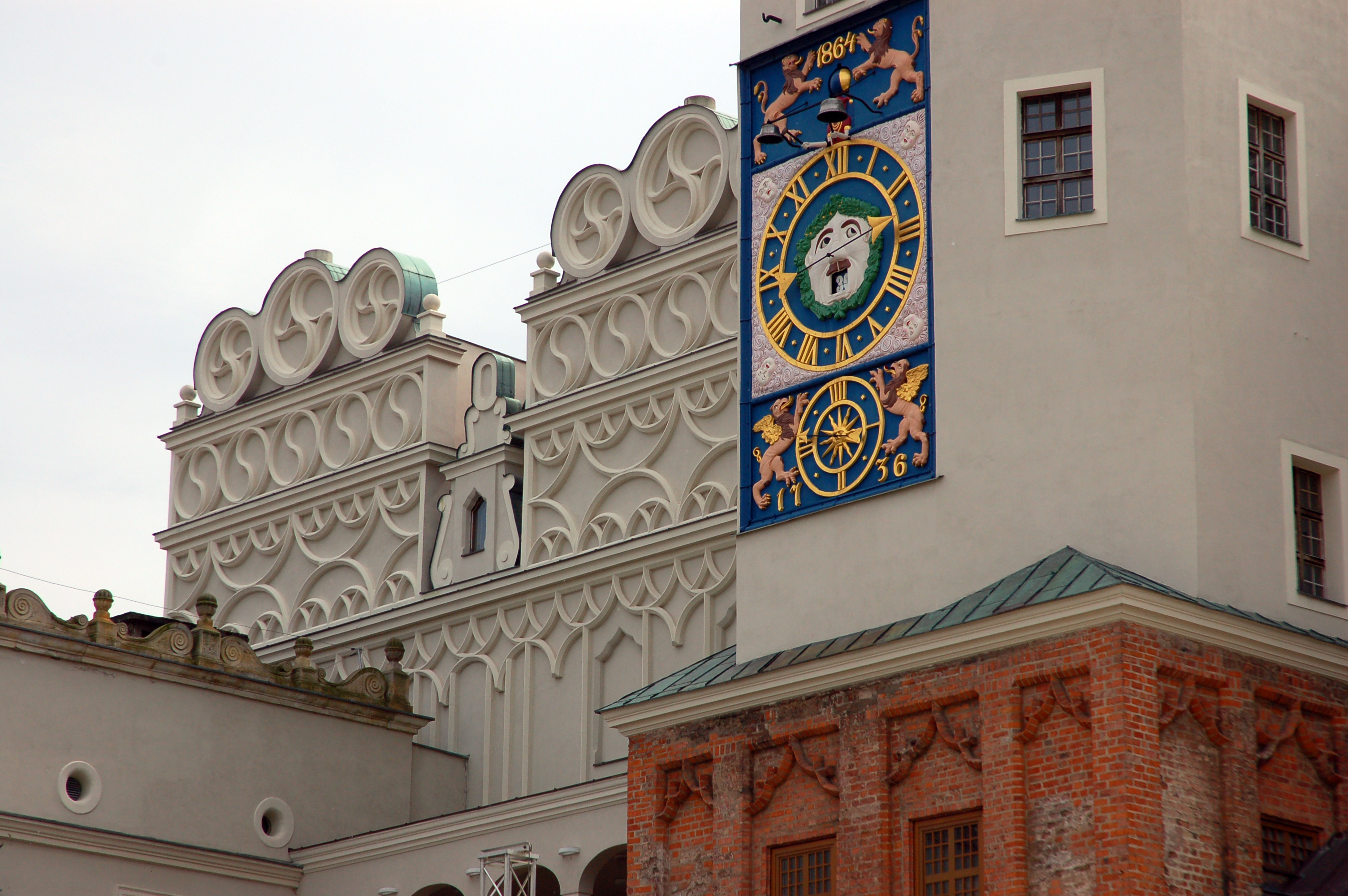
Slot van de Pommerse hertogen in Szczecin

De Pommerse (West-Pommeren) delen van de Herwonnen Gebieden kwamen vanaf het einde van de 10e eeuw verschillende keren onder Poolse heerschappij, toen Mieszko I er minstens belangrijke delen van bemachtigde. Mieszko's zoon Bolesław I vestigde een bisdom in het gebied van Kołobrzeg rond het jaar 1000-1005/07, voordat het gebied weer verloren ging. Ondanks verdere pogingen van Poolse hertogen om de Pomoranen weer onder controle te krijgen, werd dit slechts gedeeltelijk bereikt door Bolesław III in verschillende campagnes die duurden van 1116 tot 1121. Succesvolle christelijke missies volgden in 1124 en 1128; echter, tegen de tijd van de dood van Bolesław in 1138, werd het grootste deel van West-Pommeren (de door de Greifen geregeerde gebieden) niet langer bestuurd door Polen. Kort daarna bereikte de hertog van Pommeren, Boguslav I., de integratie van Pommeren in het Heilige Roomse Rijk. Het meest oostelijke deel van het latere West-Pommeren (inclusief de stad Słupsk) maakte in de 13e eeuw deel uit van Oost-Pommeren, dat opnieuw werd geïntegreerd met Polen, en later, in de 14e en 15e eeuw een hertogdom vormde, waarvan de heersers vazallen waren van het door het Huis Jagiello geregeerde Polen. In de volgende eeuwen werd West-Pommeren grotendeels gegermaniseerd, hoewel er een kleine Slavische Polabische minderheid bleef bestaan. Inheemse Slaven en Polen werden gediscrimineerd door de arriverende Duitsers, die op lokaal niveau sinds de 16e eeuw discriminerende regels oplegden, zoals een verbod op het kopen van goederen van Slaven/Polen of hen te verbieden lid te worden van ambachtsgilden. Het hertogdom Pommeren onder de inheemse Greifen-dynastie bestond meer dan 500 jaar, voordat het in de 17e eeuw werd verdeeld tussen Zweden en Brandenburg-Pruisen. 
Aan het begin van de 20e eeuw woonden er ongeveer 14.200 personen met het Pools als moedertaal in de provincie Pommeren (in het oosten van Achter-Pommeren in de buurt van de grens met de provincie West-Pruisen), en 300 personen die het Kasjoebisch spraken (bij het Łebameer en het Gardnomeer), op een totale bevolking van de provincie van bijna 1,7 miljoen inwoners. De Poolse gemeenschappen in veel steden in de regio, zoals Szczecin en Kołobrzeg, kregen te maken met intensievere onderdrukking nadat de nazi's in 1933 in Duitsland aan de macht kwamen.

#### Gdansk, Lębork en Bytów

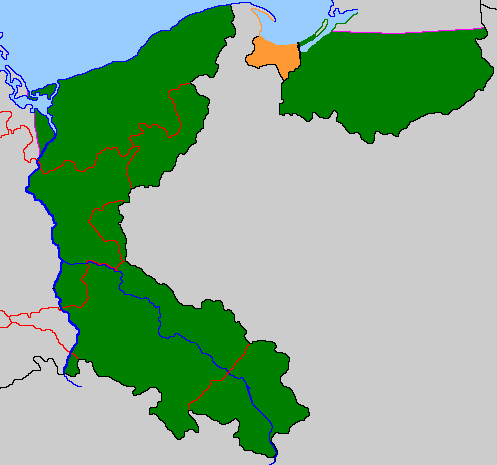
Locatie van de voormalige Vrije stad Danzig (oranje) en van de andere "Herwonnen Gebieden" (groen)

De regio Pommerellen aan het oostelijke uiteinde van Pommeren, inclusief Gdańsk (Danzig), maakte sinds de eerste heerser Mieszko I. al deel uit van Polen. Als gevolg van de fragmentatie van Polen werd Pommerellen in de 12e en 13e eeuw geregeerd door de Samboriden, die (althans aanvankelijk) nauwer verbonden waren met het Koninkrijk Polen dan de Greifen. Na het Verdrag van Kępno in 1282, en de dood van de laatste Samboride in 1294, werd het gebied voor een korte periode geregeerd door koningen van Polen, hoewel het gebied ook werd opgeëist door Brandenburg. Na de Duitse overname van Gdansk in 1308 werd het gebied ingelijfd bij de Duitse Ordestaat.
De meeste steden in de regio sloten zich aan bij of kozen de kant van de Pruisische Bond, die in 1454 in opstand kwam tegen de Duitse overheersing. De bond verzocht vervolgens de Poolse koning Casimir IV om de regio bij Polen op te nemen. Nadat de koning hiermee instemde en de oprichtingsakte ondertekende, brak de Dertienjarige Oorlog uit, die eindigde in een Poolse overwinning. De Tweede Vrede van Thorn (1466) maakte van Koninklijk Pruisen een deel van Polen. Het gebied had een aanzienlijke autonomie en veel privileges. Het vormde het woiwodschap Pommerellen, gelegen in de provincie Koninklijk Pruisen in het Koninkrijk Polen, totdat het werd geannexeerd door het Koninkrijk Pruisen tijdens de Poolse Delingen van 1772 en 1793. Een klein gebied in het westen van Pommerellen, het Land van Lauenburg en Bütow (de regio van Lębork en Bytów) werd aan de heersers van Pommeren toegekend als een Pools leengoed, voordat het in 1637 opnieuw bij Polen werd gevoegd en later opnieuw werd omgevormd tot een Pools leengoed, dat het bleef tot de Eerste Poolse Deling, toen driekwart van de stedelijke bevolking van Koninklijk Pruisen Duitstalige protestanten waren. Nadat Polen in 1918 weer onafhankelijk werd, werd een groot deel van Pommerellen bij Polen gevoegd, als de zogenaamde Poolse Corridor, en maakte dus geen deel uit van de naoorlogse zogenaamde Herwonnen Gebieden.

### Land Lebus en delen van Groot-Polen

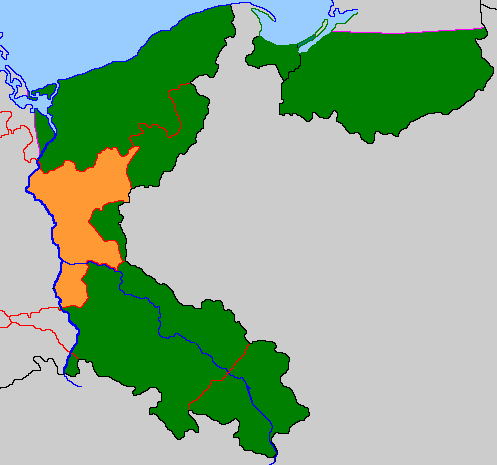
Locatie van Oost-Brandenburg (oranje) en van de andere "Herwonnen Gebieden" (groen)

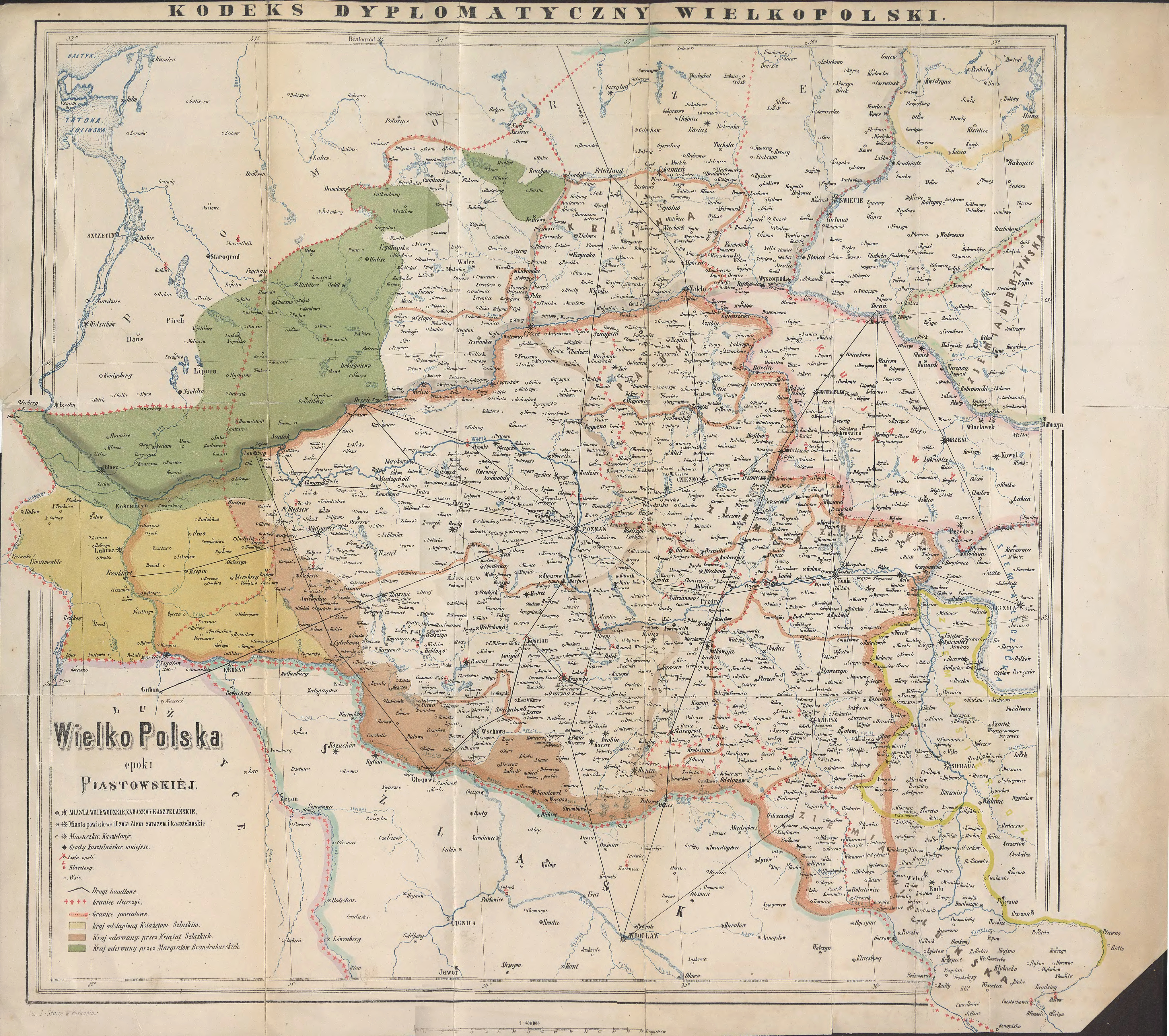
Een 19e-eeuwse kaart van Piast-geregeerd Groot-Polen : in het geel, Land Lebus, uitgestrekt aan beide zijden van de Oder, geel gemarkeerd, in het groen, noordwestelijke delen van Groot-Polen geannexeerd door Brandenburg

Het middeleeuwse Land Lebus aan beide zijden van de rivier de Oder tot aan de Spree in het westen, inclusief Lubusz (Lebus) zelf, maakte ook deel uit van het rijk van Mieszko. In de periode van de fragmentatie van Polen maakte het Land Lebus in verschillende perioden deel uit van de provincies Groot-Polen en Silezië van Polen. Polen verloor Lubusz toen de Silezische hertog Bolesław II het in 1249 aan de Ascanische markgraven van Brandenburg verkocht. Het Prinsbisdom Lebus, opgericht door de Poolse hertog Bolesław III , bleef een suffragaan van het aartsbisdom Gniezno tot 1424, toen het onder de jurisdictie van het Aartsbisdom Maagdenburg viel. Het Land Lebus maakte van 1373 tot 1415 deel uit van de Landen van de Boheemse kroon.
Brandenburg verwierf ook de kasselrij van Santok, dat deel uitmaakte van het hertogdom Groot-Polen van hertog Przemysł I van Groot-Polen, en maakte het de kern van hun Neumark -gebied ("Nieuwe Mark"). In de daaropvolgende decennia annexeerde Brandenburg nog meer delen van het noordwesten van Groot-Polen. Later werd Santok verschillende keren voor een korte tijd heroverd door de Polen. Van de andere verloren steden heroverde koning Casimir III de Grote in 1368 Wałcz. De verloren delen van Groot-Polen maakten van 1373 tot 1402 deel uit van de Landen van de Boheemse Kroon, toen ondanks een overeenkomst tussen de Luxemburgse dynastie van Bohemen en de Jagiello-dynastie van Polen over de verkoop van de gebieden aan Polen, ze toch aan de Duitse Orde werden verkocht. Tijdens de Pools-Duitse Oorlog (1431-1435) kwamen verschillende steden in de regio in opstand tegen de Orde om zich bij Polen aan te sluiten, waaronder Arnswalde, Neuwedell en Falkenburg. Het huidige Poolse woiwodschap Lubusz omvat het grootste deel van het voormalige Brandenburgische Neumarkgebied ten oosten van de Oder.

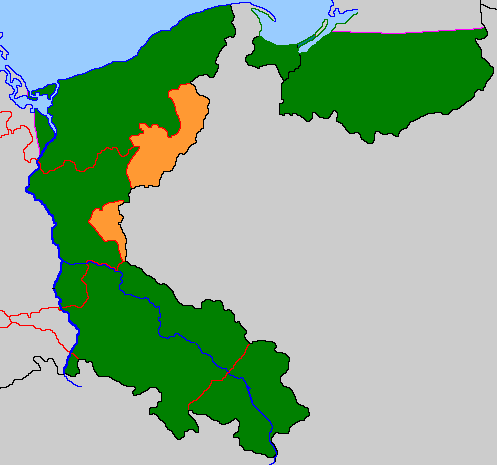
Locatie van Posen-West-Pruisen (oranje) en van de andere "Herwonnen Gebieden" (groen)

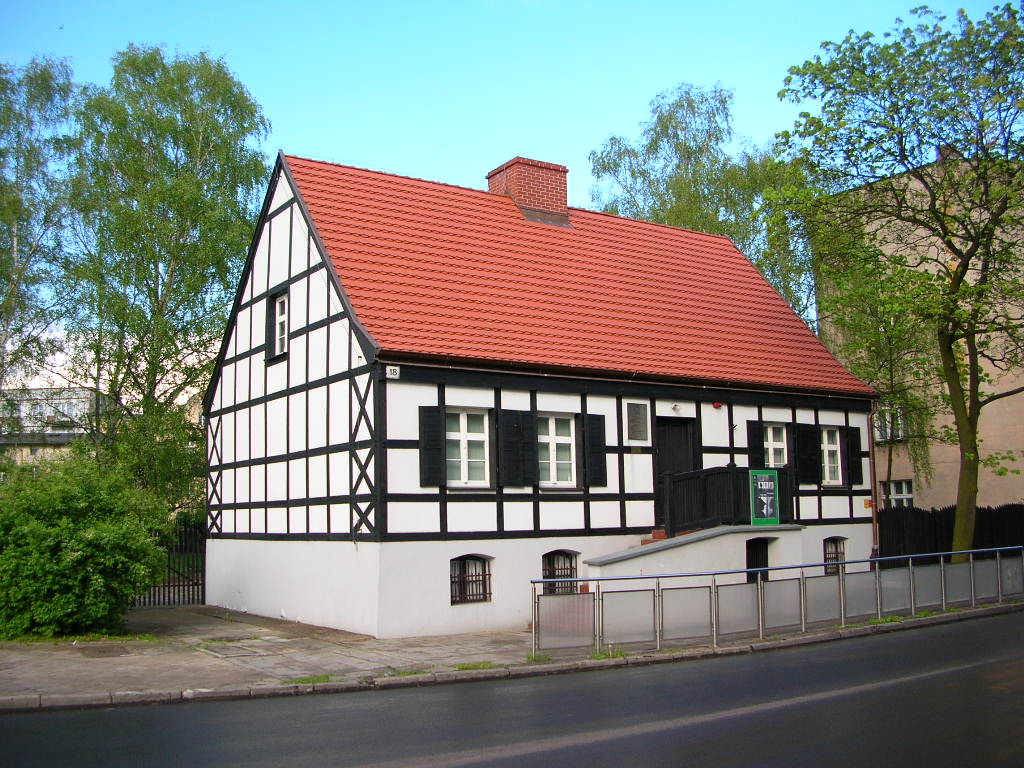
Geboorteplaats van Stanisław Staszic, een prominent figuur van de Poolse Verlichting, in Piła (tegenwoordig een museum)

Een klein deel van het noorden van Groot-Polen rond de stad Czaplinek ging in 1668 verloren aan Brandenburg-Pruisen. Grotere delen van Groot-Polen gingen verloren in de Poolse Delingen: het noordelijke deel van Groot-Polen waaronder Piła en Wałcz ging verloren in de Eerste Poolse Deling en de rest, inclusief het westelijke deel waaronder Międzyrzecz en Wschowa, ging verloren in de Tweede Poolse Deling. Tijdens de Napoleontische periode maakten de gebieden van Groot-Polen deel uit van het Hertogdom Warschau, maar na het Congres van Wenen heroverde Pruisen ze als onderdeel van het Groothertogdom Posen (Poznań), later de provincie Posen. Na de Eerste Wereldoorlog werden die delen van de voormalige provincie Posen en West-Pruisen die niet werden hersteld als onderdeel van de Tweede Poolse Republiek, tot 1939 bestuurd als Grensmark Posen-West-Pruisen (de Duitse provincie Posen-West-Pruisen).

### Silezië

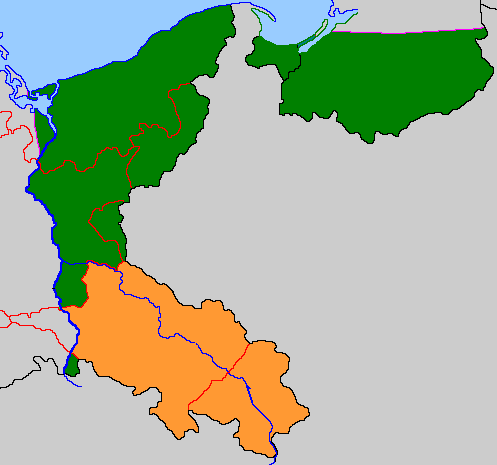
Locatie van Silezië (oranje) in de "Herwonnen Gebieden" (groen)

Neder-Silezië was een van de belangrijkste regio's van het middeleeuwse Polen. Wrocław was een van de drie belangrijkste steden van het Poolse koninkrijk, volgens de 12e-eeuwse kroniek Gesta principum Polonorum. Hendrik I verleende in 1211 voor het eerst in de geschiedenis van Polen stadsrechten aan de Neder-Silezische stad Złotoryja. Het Boek van Henryków, dat de oudst bekende geschreven zin in het Pools bevat, werd geschreven in Neder-Silezië. De eerste gedrukte Poolse tekst werd in Wrocław gepubliceerd door de in Głogów geboren Kasper Elyan, die wordt beschouwd als de eerste Poolse drukker. Begraafplaatsen van Poolse vorsten bevinden zich in Wrocław, Trzebnica en Legnica.
De hertogen van Piast bleven na de 12e-eeuwse fragmentatie van Polen Silezië regeren. De Silezische Piasten behielden de macht in het grootste deel van de regio tot het begin van de 16e eeuw, toen de laatste Piasthertog George Willem, hertog van Liegnitz, in 1675 stierf. Sommige Neder-Silezische hertogdommen stonden ook onder de heerschappij van de Poolse Jagiellonen (Głogów) en Sobieskis (Oława), en een deel van Opper-Silezië, het hertogdom Opole, bevond zich halverwege de 17e eeuw weer onder Poolse heerschappij, toen de Habsburgers het hertogdom aan de Poolse Wasa's verpanden. Het Aartsbisdom Wrocław, wat in het jaar 1000 opgericht werd en een van de oudste bisdommen van Polen was, bleef tot 1821 een suffragaan van het aartsbisdom Gniezno.
De eerste Duitse kolonisten in Silezië arriveerden aan het einde van de 12e eeuw en grootschalige Duitse vestiging begon in het begin van de 13e eeuw tijdens het bewind van Hendrik I (Hertog van Silezië van 1201 tot 1238). Na het tijdperk van de Duitse kolonisatie overheerste de Poolse taal nog steeds in Opper-Silezië en in delen van Neder- en Midden-Silezië ten noorden van de Oder. Hier werden de Duitsers die gedurende de Middeleeuwen arriveerden grotendeels gepoloniseerd ; De Duitsers domineerden de grote steden en de Polen vooral de landelijke gebieden. De Pools-sprekende gebieden van Neder- en Midden- Silezië, tot het einde van de 19e eeuw benoemd als de Poolse kant , werden grotendeels gegermaniseerd in de 18e en 19e eeuw, met uitzondering van sommige gebieden langs de noordoostelijke grens. De provincie kwam in de 14e eeuw onder de controle van het Koninkrijk Bohemen en stond in de 15e eeuw kort onder Hongaars bestuur. Silezië ging in 1526 over naar de Habsburgse monarchie van Oostenrijk. Frederik de Grote van Pruisen veroverde het grootste deel van Silezië in 1742. Een deel van Opper-Silezië werd onderdeel van Polen na de Eerste Wereldoorlog en de Silezische Opstanden, maar het grootste deel van Silezië was na 1945 een deel van de Herwonnen Gebieden.

### Ermland en Mazurië

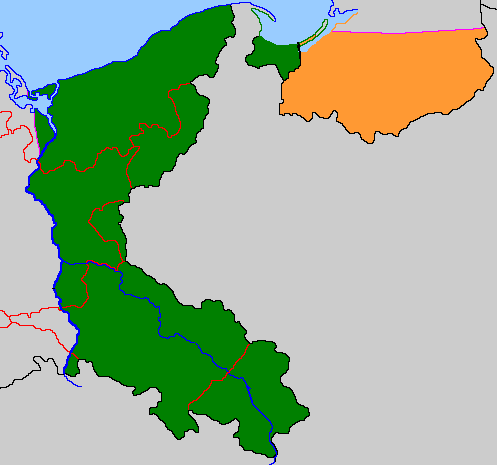
Locatie van zuidelijk Oost-Pruisen (oranje) en van de andere "Herwonnen Gebieden" (groen)

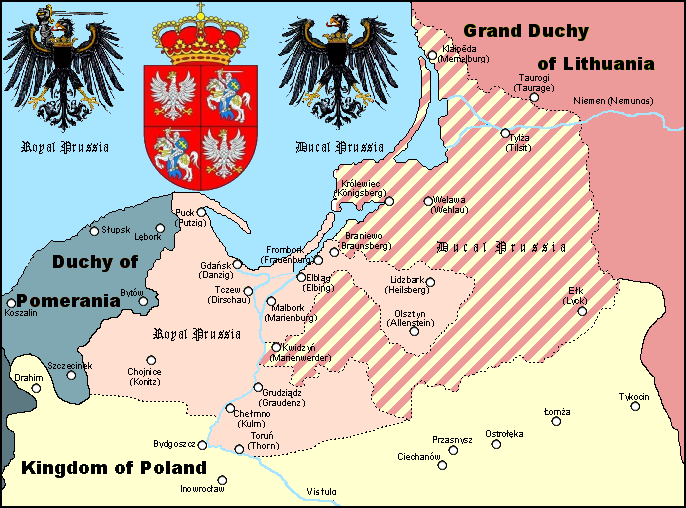
Kloosterstaat van de Duitse Orde / Hertogdom Pruisen als een feodaal leengoed van de Poolse Kroon (1466-1657). Ermland werd direct opgenomen in de Poolse staat tot de Eerste Deling van Polen (1772)

De gebieden Ermland en Mazurië werden oorspronkelijk bewoond door de heidense Pruisen, tot dat de Teutoonse ridders in de 13e en 14e eeuw de gebieden veroverden. Om de veroverde gebieden opnieuw te bevolken, mochten Polen uit het naburige Mazovië, genaamd Mazuriërs (Mazurzy), zich hier vestigen (vandaar de naam Mazurië). Tijdens een opstand tegen de Duitse Orde sloten de meeste steden van de regio zich aan bij of kozen de kant van de Pruisische Bond, op verzoek waarvan koning Casimir IV de akte van inlijving van de regio bij het Koninkrijk Polen in 1454 ondertekende. Na de Tweede Vrede van Thorn in 1466, werd bevestigd dat Ermland bij Polen werd opgenomen, terwijl Mazurië een deel van een Pools leengoed werd, eerst als onderdeel van de Teutoonse staat, en vanaf 1525 als onderdeel van het seculiere Hertogdom Pruisen. Daarna zou het een van de leidende centra van het Poolse lutheranisme worden, terwijl Ermland, onder het bestuur van prins-bisschoppen, een van de meest overwegend katholieke regio's van Polen bleef.
De Poolse heerschappij over Mazurië eindigde in 1657/1660 als gevolg van de Zweedse Zondvloed en Ermland werd door het Koninkrijk Pruisen geannexeerd met de Eerste Deling van Polen (1772). Beide regio's vormden het zuidelijke deel van de provincie Oost-Pruisen, die in 1773 werd opgericht.
Heel Ermland en het grootste deel van Mazurië bleven na de Eerste Wereldoorlog en de heroprichting van het onafhankelijke Polen onderdeel van Duitsland. Tijdens de Oost-Pruisische volksraadpleging van 1920 stemden de districten ten oosten van de Wisla in de regio Marienwerder (Kwidzyn), samen met de hele regio Allenstein (Olsztyn) en het district Oletzko voor de opname tot de provincie Oost-Pruisen en werden zo deel van Weimar Duitsland. De hele regio werd als het zuidelijke deel van de provincie Oost-Pruisen, na de Tweede Wereldoorlog een deel van Polen, waarbij het noordelijke deel van Oost-Pruisen naar de Sovjet-Unie ging om de Oblast Kaliningrad te vormen.

## Autochtone Poolse minderheden in de Herwonnen Gebieden

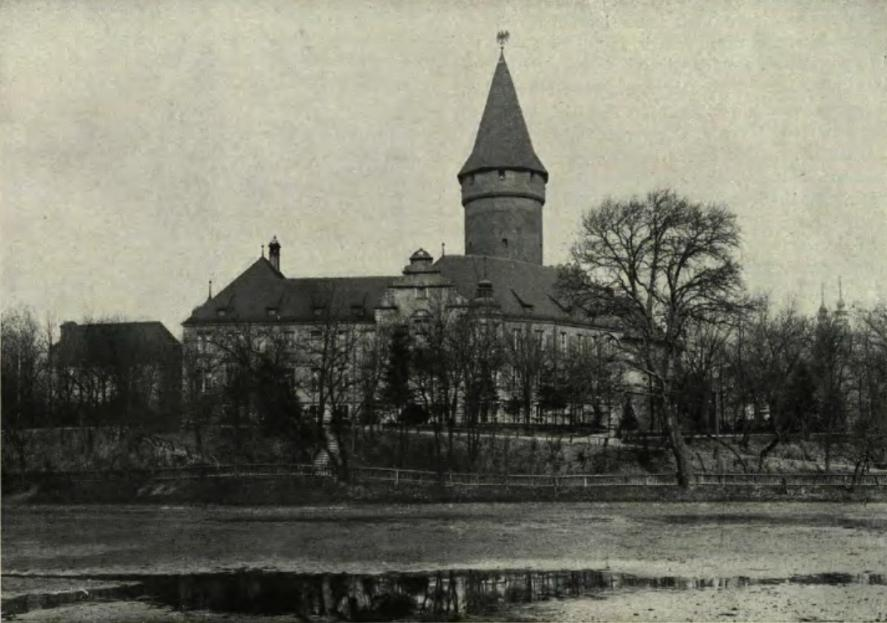
Slot Piast in Opole vóór de vernietiging door de lokale Duitse autoriteiten tussen 1928 en 1930

Sinds de tijd van de Piast-dynastie, die veel van de West-Slavische stammen verenigde en van de 10e tot de 14e eeuw Polen regeerde, bleven etnische Polen in de westelijke gebieden wonen onder buitenlandse heerschappij, waaronder Boheemse, Hongaarse, Oostenrijkse, Pruisische en vanaf 1871 Duitse heerschappij. Deze Poolse minderheden bleven bestaan ondanks het Germaniseringsproces, de Oostkolonisatie, dat in de 13e eeuw begon met de komst van Duitse, Nederlandse en Vlaamse kolonisten naar Silezië en Pommeren in opdracht van de feodale Silezische Piasten en het Huis Greifen. Evenzo migreerden in de 14e, 15e en 16e eeuw veel Poolse kolonisten uit Mazovië naar de zuidelijke delen van het hertogdom Pruisen.

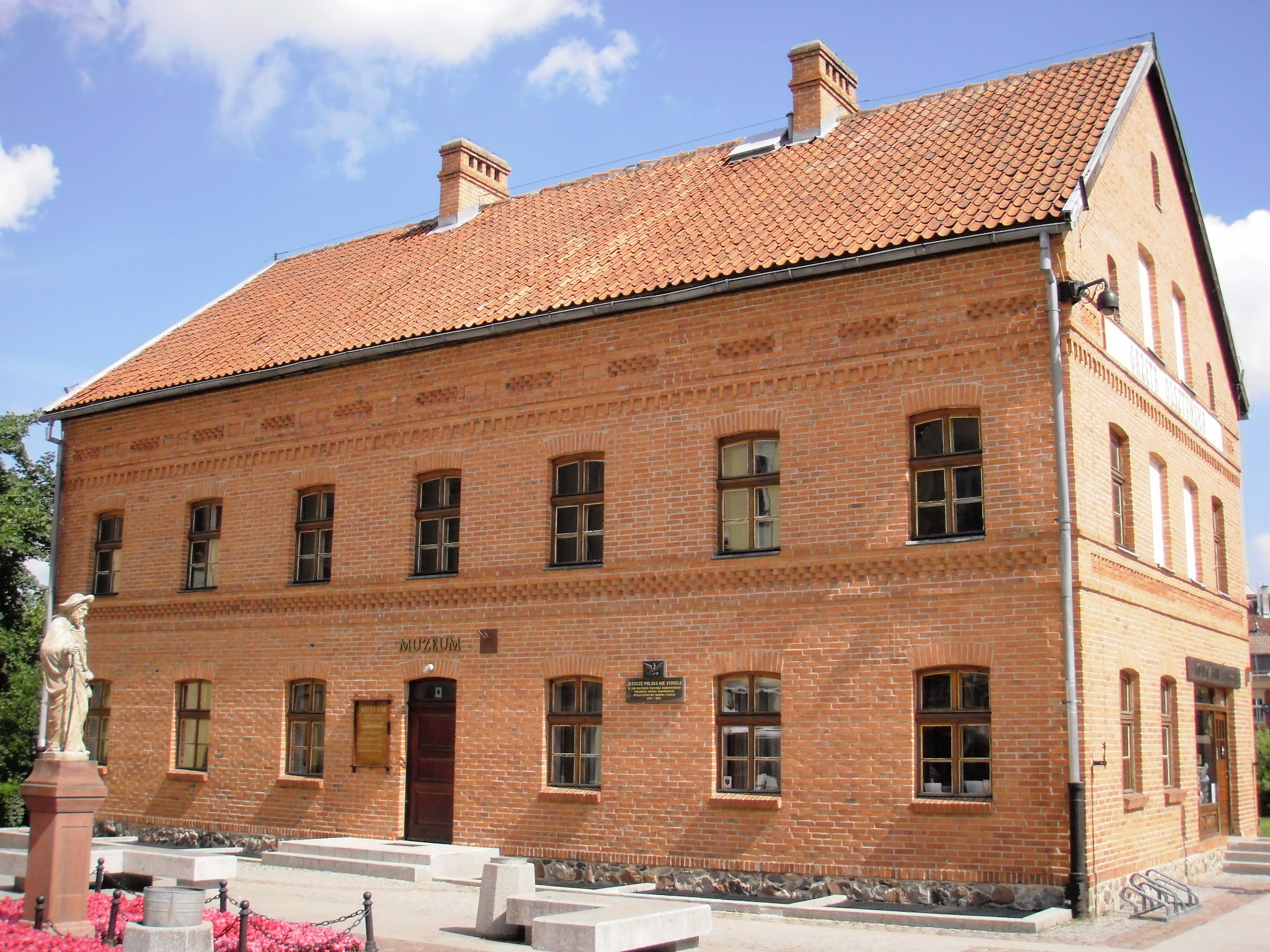
Het voormalige hoofdkwartier van de vooroorlogse Poolse krant Gazeta Olsztyńska in Olsztyn, verwoest onder nazi-bewind in 1939, herbouwd in 1989

Vóór het uitbreken van de oorlog bevatten de regio's Mazurië, Ermland en Opper-Silezië nog steeds een aanzienlijke etnisch Poolse bevolking, en in veel gebieden vormden de Polen een meerderheid van de inwoners. Volgens de nazi-Duitse volkstelling van 1939 werden de latere Herwonnen Gebieden bewoond door 8.855.000 mensen, waaronder een Poolse minderheid in de meest oostelijke delen van het gebied. Echter worden gegevens die betrekking hebben op etnische minderheden, die afkomstig zijn van de volkstelling die werd uitgevoerd tijdens het bewind van de NSDAP, door historici en demografen meestal niet als betrouwbaar beschouwd, maar als drastisch vervalst. Daarom, terwijl deze Duitse volkstelling het aantal Poolssprekenden en tweetaligen onder de 700.000 mensen rapporteerde, schatten Poolse demografen dat het werkelijke aantal Polen in de voormalige Duitse Oostgebieden tussen de 1,2 en de 1,3 miljoen lag. In het geval van 1,2 miljoen Polen schat men op ongeveer 850.000 etnische Polen in Opper-Silezië, 350.000 in Zuid -Oost-Pruisen en 50.000 in de rest van de gebieden.
Onder Duitse heerschappij werden deze gemeenschappen geconfronteerd met discriminatie en onderdrukking. In 1924 werd in Duitsland een vereniging van nationale minderheden opgericht, die ook de Poolse minderheid vertegenwoordigde. Jan Baczewski uit Ermland, lid van de Pruisische Landdag, voerde een wet in die de oprichting van scholen voor nationale minderheden mogelijk maakte.
In 1938 hernoemde het nazi-regime duizenden plaatsnamen (vooral van steden en dorpen) van Poolse oorsprong naar nieuw bedachte Duitse plaatsnamen; alleen al in dat jaar werd ongeveer 50% van de bestaande namen gewijzigd. Ook werden undercoveragenten gestuurd om Poolse gemeenschappen te bespioneren. Er werd informatie verzameld over wie hun kinderen naar Poolse scholen stuurden of Poolse boeken en kranten kochten. Poolse scholen, drukpersen, hoofdkwartieren van Poolse instellingen, evenals particuliere huizen en winkels die eigendom waren van Polen, werden routinematig aangevallen door leden van de Schutzstaffel. Alhoewel, ook duizenden Polen tijdens de Tweede Wereldoorlog gedwongen of vrijwillig naar deze gebieden zijn gemigreerd.
Ook waren er kleine geïsoleerde enclaves van etnische Polen in Pommeren, Land Lebus en Neder-Silezië. Deze enclaves bestonden uit verspreide dorpen die etnisch Pools waren gebleven, maar ook grote steden zoals Wrocław (Breslau'), Szczecin (Stettin') en Zielona Góra (Grünberg in Schlesien), die kleine Poolse gemeenschappen bevatten.

## Polonisering van de Herwonnen Gebieden

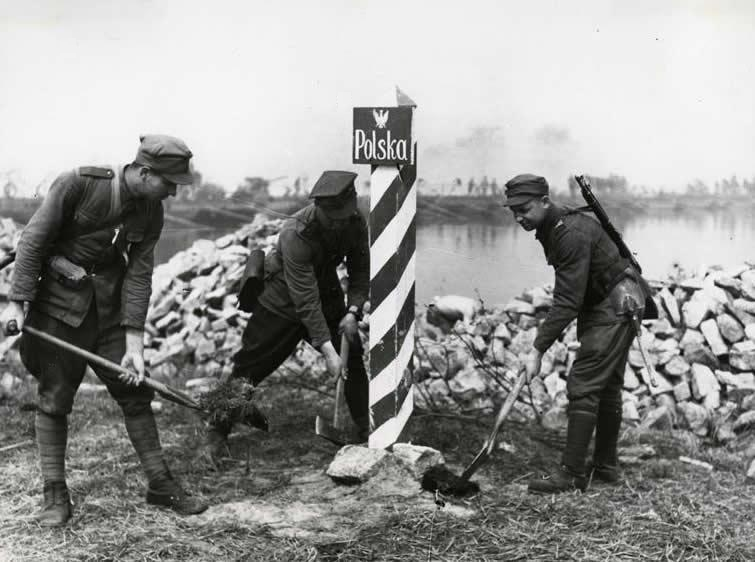
Poolse soldaten markeren de nieuwe Pools-Duitse grens in 1945

De Volksrepubliek moest haar bevolking binnen de nieuwe grenzen vestigen om de greep op de gebieden te verstevigen. Toen de Kresy door de Sovjet-Unie werd geannexeerd, werd Polen effectief naar het westen verplaatst en werd haar grondgebied met bijna 20% verkleind (van 389,000 naar 312,000 km2). Miljoenen niet-Polen, voornamelijk Duitsers uit de Herwonnen Gebieden en enkele Oekraïners in het oosten, zouden uit het nieuwe Polen worden verdreven, terwijl grote aantallen Polen moesten worden hervestigd nadat ze uit de Kresy waren verdreven. De verdrevenen werden "repatrianten" genoemd. Het resultaat was de grootste bevolkingsuitwisseling in de Europese geschiedenis. 
Het beeld van de nieuwe westelijke en noordelijke gebieden als herwonnen Piast-territorium werd gebruikt om Poolse kolonisten en "repatrianten" die daar aankwamen tot een samenhangende gemeenschap te smeden die loyaal was aan het nieuwe regime, en om de verwijdering van de Duitse inwoners te rechtvaardigen. Grotendeels uitgezonderd van de verdrijving van Duitsers waren de "autochtonen", bijna drie miljoen etnisch Poolse/Slavische inwoners van Mazurië (Mazuren), Pommeren (Kasjoeben, Slovinzen) en Opper-Silezië (Sileziërs). De Poolse regering wilde zoveel mogelijk van deze autochtonen behouden, omdat hun aanwezigheid op voormalig Duits grondgebied werd gebruikt om de intrinsieke "Poolsheid" van het gebied te onderstrepen en de opname van deze gebieden in de Poolse staat als "Herwonnen" gebieden te rechtvaardigen. "Verificatie"- en "nationale rehabilitatie"-processen werden opgezet om een "sluimerend Poolsheid" onder de autochtone Slavische bevolking van deze gebieden te onthullen en om te bepalen wie tot Pools staatsburger gemaakt kon worden. Weinig van de autochtonen werden daadwerkelijk verdreven. De 'autochtonen' hadden niet alleen een hekel aan het subjectieve en vaak willekeurige verificatieproces, maar ze werden ook gediscrimineerd, zelfs nadat ze het proces hadden voltooid, zoals door middel van de gedwongen polonisering van hun namen. In de regio Lubusz (voormalig Oost-Brandenburg) gaven de lokale autoriteiten al in 1948 toe dat wat de Polski Związek Zachodni beweerde een Herwonnen "autochtoonse" Poolse bevolking te zijn, in feite gegermaniseerde Poolse arbeidsmigranten waren, die zich eind 19e en begin 20e eeuw in de regio hadden gevestigd, met uitzondering van één dorp, Babimost, net over de vooroorlogse grens.
Er werden grote inspanningen geleverd om de visie van het Piast-concept uit te dragen. Het concept werd actief ondersteund door de katholieke kerk. De wetenschap werd aangesteld voor de ontwikkeling van deze perceptie van geschiedenis. In 1945 werd het Westelijk Instituut (Pools: Instytut Zachodni) opgericht om de wetenschappelijke activiteiten te coördineren. De directeur, Zygmunt Wojciechowski, typeerde zijn missie als een poging om de Poolse geschiedenis van de regio aan te tonen en de huidige Poolse realiteit van deze landen op een historische achtergrond te projecteren. Historische wetenschappers, archeologen, taalkundigen, kunsthistorici en etnologen werkten interdisciplinair samen om de nieuwe grenzen te legitimeren. Hun bevindingen werden gepopulariseerd in monografieën, tijdschriften, schoolboeken, reisgidsen, uitzendingen en tentoonstellingen. Er werden officiële kaarten opgesteld die aantoonden dat de Poolse grenzen onder de eerste bekende Piast-prinsen overeenkwamen met de nieuwe grenzen. Volgens Norman Davies werden de jonge naoorlogse generatie onderwezen dat de grenzen van de Volksrepubliek dezelfde waren als die waarop de Poolse natie zich eeuwenlang had ontwikkeld. Bovendien kregen ze de instructie dat het Poolse "Moederland" altijd op dezelfde locatie heeft bestaan, zelfs wanneer het gedurende lange tijd door buitenlanders werd "bezet" of wanneer politieke grenzen verschoven. Omdat de Herwonnen Gebieden vele eeuwen onder Duitse en Pruisische heerschappij stonden, werden veel historische gebeurtenissen in deze gebieden als onderdeel van de "buitenlandse" in plaats van de "lokale" geschiedenis gezien in het naoorlogse Polen. Poolse geleerden concentreerden zich dus op de Poolse aspecten van de gebieden: de middeleeuwse Piast-geschiedenis van de regio, de culturele, politieke en economische banden met Polen, de geschiedenis van de Poolssprekende bevolking in Pruisen en de Duitse "Drang nach Osten" als historische constante sinds de Middeleeuwen.

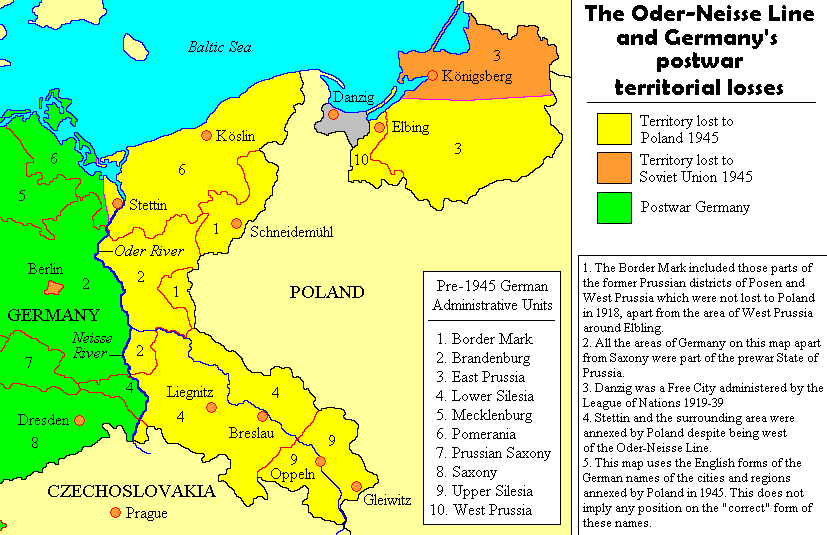
Administratieve indeling voor 1945 (geel)
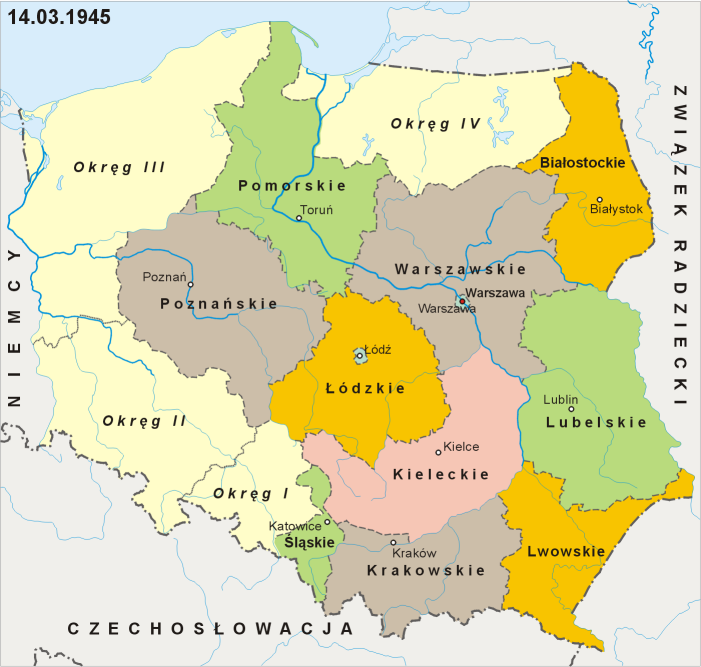
Voorgestelde Poolse administratie (Okreg I-IV) in maart 1945
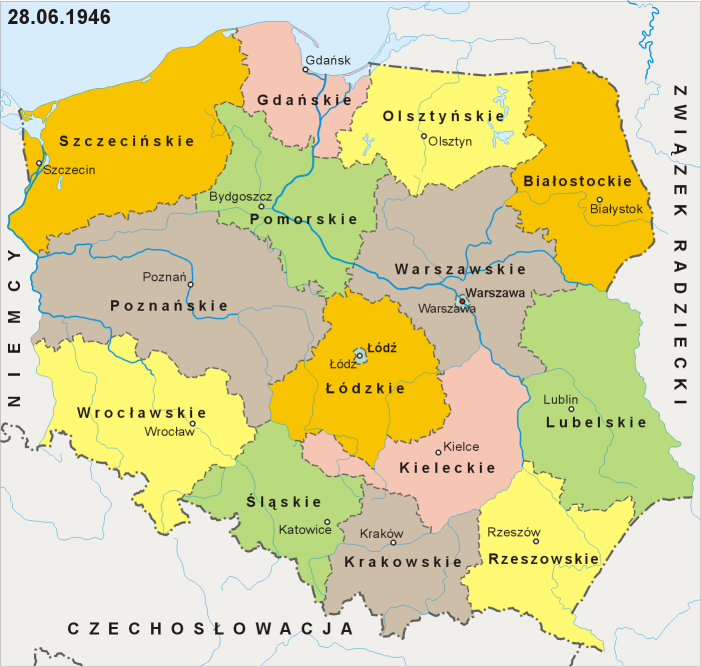
Integratie van de gebieden in de Woiwodschappen van Polen vanaf juni 1946
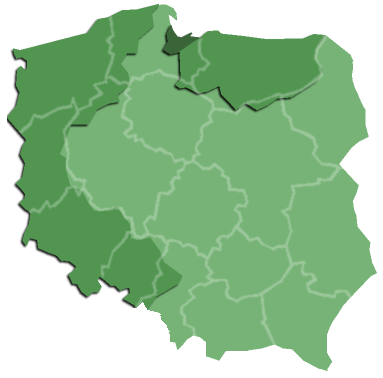
Huidige administratieve indeling van Polen, de westelijke en noordelijke landen in donkergroen

### Verwijdering van Duitsers en sporen van Duitse bewoning

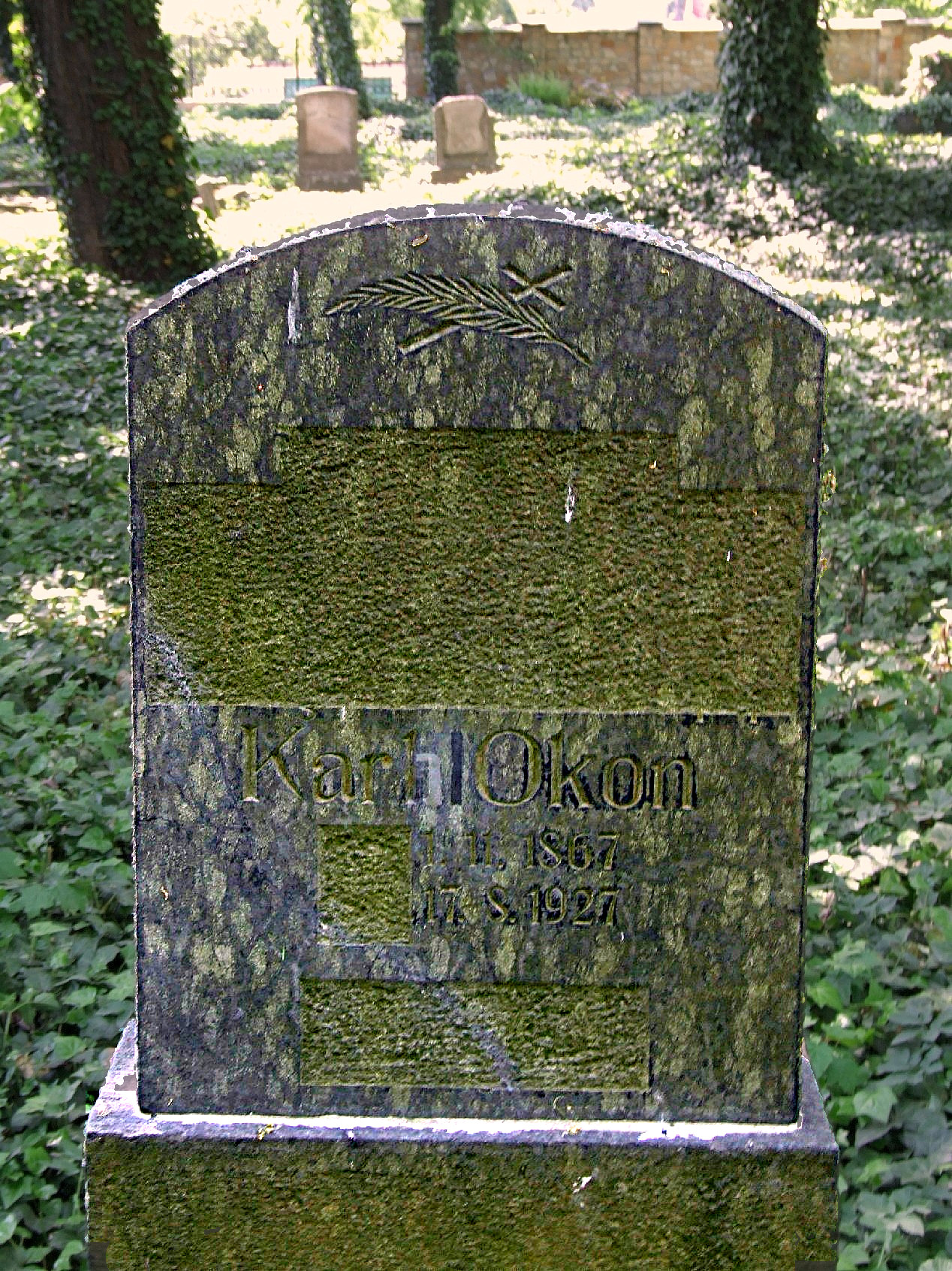
Grafsteen met daarop verwijderde Duitse inscripties in een begraafplaats in Gliwice. Ook zichtbaar is de aanpassing van de voornaam Karl naar het Poolse Karol

De communistische autoriteiten van de Poolse Volksrepubliek en enkele Poolse burgers wilden alle sporen van de Duitse heerschappij uitwissen. De "Herwonnen Gebieden" bevatten na de overdracht nog steeds een aanzienlijke Duitse bevolking. De Poolse regering richtte een "Ministerie voor de Herwonnen Gebieden" op, onder leiding van de toenmalige vice-premier Władysław Gomułka. Een "Bureau voor Repatriëring" moest de uitzettingen en hervestigingen begeleiden en organiseren. Volgens de nationale volkstelling van 14 februari 1946 telde Polen nog 2.288.300 Duitsers, van wie er 2.036.439, bijna 89 procent, in de Herwonnen Gebieden woonden. In dit stadium vormden de Duitsers nog steeds meer dan 42 procent van de inwoners van deze regio's, aangezien hun totale bevolking volgens de volkstelling van 1946 4.822.075 bedroeg. In 1950 waren er echter nog maar 200.000 Duitsers in Polen, en in 1957 was dat aantal gedaald tot 65.000. Hoewel de schattingen van het aantal overblijvende Duitsers variëren, vond er zelfs na de verdrijvingen een constante uittocht van Duitsers plaats. Tussen 1956 en 1985 verklaarden 407.000 mensen uit Silezië en ongeveer 100.000 uit Ermland-Mazurië de Duitse nationaliteit en vertrokken naar Duitsland. In het begin van de jaren negentig, nadat het Poolse communistische regime was ingestort, verklaarden nog eens 300.000-350.000 mensen zich Duits. 
De vlucht en verdrijving van de overgebleven Duitsers in de eerste naoorlogse jaren was de voorbode van een bredere campagne om tekenen van voormalige Duitse overheersing te uit te wissen. Meer dan 30.000 Duitse plaatsnamen werden vervangen door Poolse of gepoloniseerde middeleeuwse Slavische plaatsnamen. Eerdere Slavische en Poolse namen die werden gebruikt voor het begin van de Duitse kolonisatie werden hersteld; in de gevallen dat degelijke namen niet beschikbaar waren, werd ofwel de Duitse naam vertaald of werden nieuwe namen bedacht. In januari 1946 werd een Comité voor het Vaststellen van Plaatsnamen opgericht om nieuwe officiële toponiemen toe te wijzen. De Duitse taal werd verboden op openbare scholen, overheidsmedia en kerkdiensten. Veel Duitse monumenten, begraafplaatsen, gebouwen of hele ensembles van gebouwen werden gesloopt. Kunstvoorwerpen werden verplaatst naar andere delen van het land. Duitse inscripties werden gewist, ook op religieuze voorwerpen, in kerken en op begraafplaatsen. In Ziemia Lubuska werden "socialistische wedstrijden" georganiseerd om de laatste Duitse sporen op te sporen en te vernietigen.
Historicus John Kulczycki stelt dat de communistische autoriteiten ontdekten dat het smeden van een etnisch homogeen Polen in de Herwonnen Gebieden behoorlijk ingewikkeld was, omdat het moeilijk was om Duitstaligen te onderscheiden die "daadwerkelijk" Pools waren en degenen die dat niet waren. De regering gebruikte criteria die expliciete banden met de Poolse etniciteit inhielden, evenals het gedrag van de persoon. Lokale verificatiecommissies hadden grote vrijheid om te bepalen wie wel of niet Pools was en moest blijven. Hun beslissingen waren gebaseerd op de nationalistische veronderstelling dat de nationale identiteit van een individu een levenslang 'ascriptief' kenmerk is dat bij de geboorte wordt verworven en niet gemakkelijk kan worden veranderd. Mensen die hun Poolse afkomst "verraadden" door hun politieke woordkeuzes of daden werden echter uitgesloten van de Poolse natie. Alle anderen werden bestempeld als "Pools" en moesten in hun "oorspronkelijke" land blijven, zelfs als ze naar Duitsland wilden emigreren.

### Hervestiging van de Gebieden

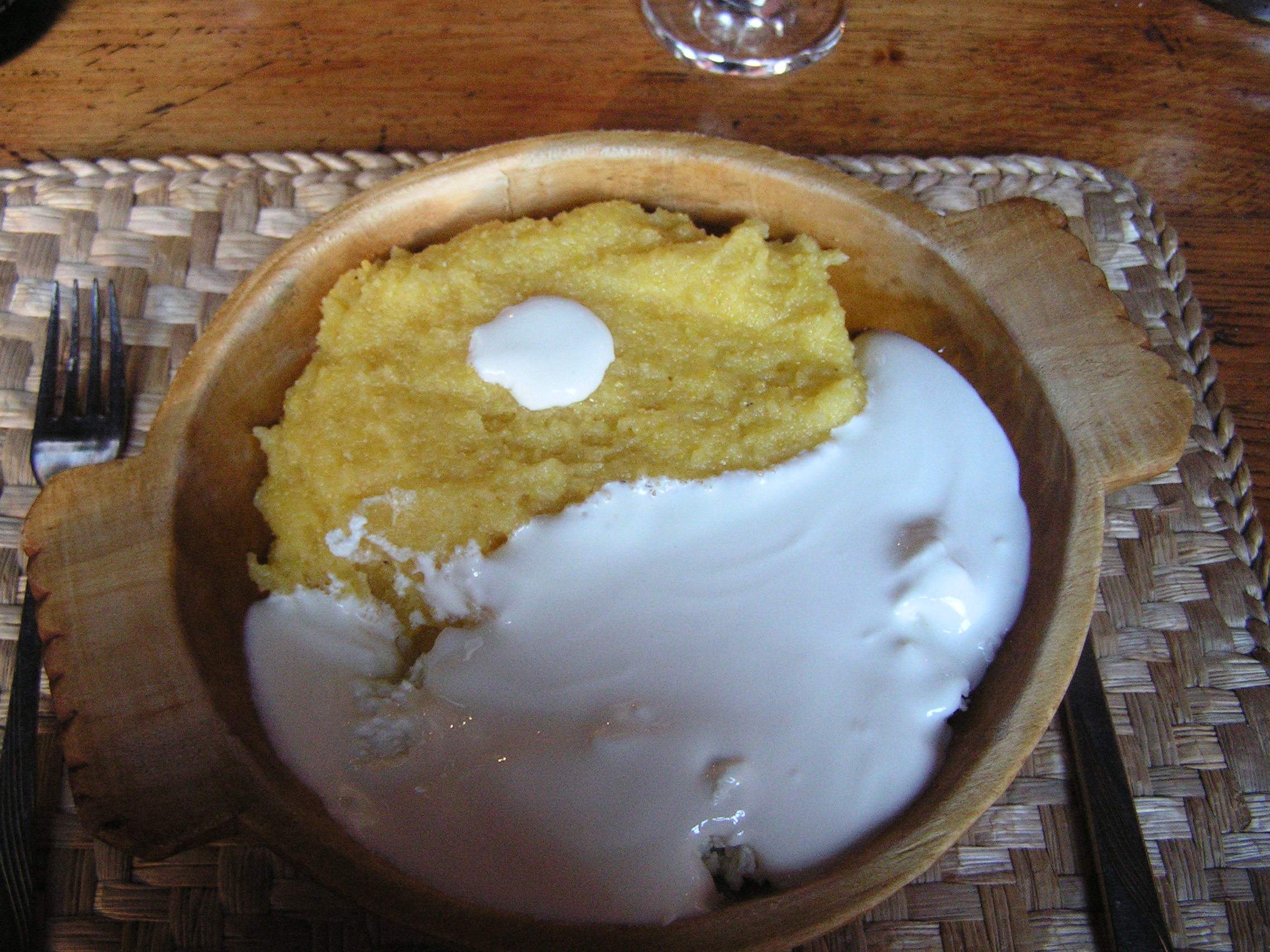
Mămăligă is een gerecht dat erg populair was onder de Polen van Oost-Galicië. Mensen uit deze gebieden die zich in de Herwonnen Gebieden vestigden, brachten deze en andere culinaire tradities met zich mee naar hun nieuwe thuis.

Mensen uit heel Polen trokken snel naar de nieuwe gebieden om de voormalige Duitse bevolking te vervangen in een proces dat parallel liep aan de verdrijving van de Duitsers, waarbij de eerste kolonisten in maart 1945 arriveerden. Deze kolonisten namen al boerderijen en dorpen in de buurt van de vooroorlogse grens over terwijl het Rode Leger nog steeds oprukte. Naast de kolonisten, gingen andere Polen op "szaber" of plunderingsexpedities, die al snel alle voormalige oostelijke gebieden van Duitsland troffen. Op 30 maart 1945 werd het woiwodschap Gdańsk opgericht als de eerste administratieve Poolse eenheid in de "herwonnen" gebieden. Terwijl de Duitsers werden geïnterneerd en verdreven, werden tussen 1945 en 1950 bijna 5 miljoen kolonisten aangetrokken of gedwongen om zich in de gebieden te vestigen. Nog eens 1.104.000 mensen hadden de Poolse nationaliteit verklaard en mochten blijven (851.000 van hen in Opper-Silezië), waarmee het aantal Polen vanaf 1950 op 5.894.600 kwam te staan. De kolonisten kunnen worden gegroepeerd op basis van hun achtergrond:
- Kolonisten uit Centraal Polen die vrijwillig verhuisden (de meerderheid van de nieuwe bevolking)
- Polen die waren bevrijd van dwangarbeid in nazi-Duitsland (tot twee miljoen)
- zogenaamde "repatrianten" : Polen verdreven uit de gebieden ten oosten van de nieuwe Pools-Sovjet-grens werden bij voorkeur in de nieuwe westelijke gebieden gevestigd, waar ze 26% van de bevolking uitmaakten (tot twee miljoen)
- Niet-Polen onder dwang hervestigd tijdens Operatie Wisła in 1947. Grote aantallen Oekraïners werden gedwongen uit het zuidoosten van Polen te trekken, met het doel om de Oekraïners die nog niet naar het oosten waren verdreven, uit te spreiden en dus te assimileren, over de nieuw verworven gebieden. Om dezelfde redenen werden Wit-Russen die in het gebied rond Białystok woonden ook onder druk gezet om naar de voormalige Duitse gebieden te verhuizen. Deze verstrooiing van leden van niet-Poolse etnische groepen over het hele land was een poging van de Poolse autoriteiten om de unieke etnische identiteit van groepen zoals de Oekraïners, Wit-Russen en Lemken te ontbinden en verbrak de nabijheid en communicatie die nodig zijn voor het vormen van sterke gemeenschappen.
- Tienduizenden Joodse overlevenden van de Holocaust, waarvan de meesten " repatrianten " uit het Oosten waren en zich voornamelijk vestigden in Neder-Silezië, waar ze Joodse coöperaties en instellingen creëerden. De grootste Joodse gemeenschappen werden gesticht in Wrocław (Breslau, Neder-Silezië), Szczecin (Stettin, Pommeren) en Wałbrzych (Waldenburg, Neder-Silezië). De meesten van hen verlieten Polen echter in 1968 als gevolg van de politieke crisis van 1968.
- Grieken en Macedoniërs, vluchtelingen van de Griekse burgeroorlog (ongeveer 10.000 mensen)

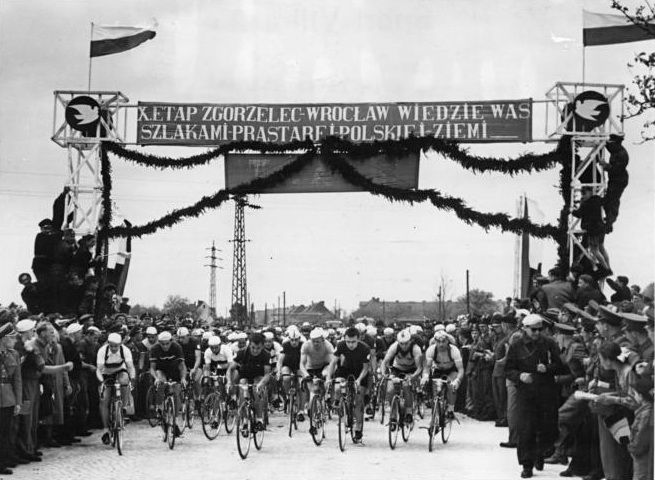
"De 10e etappe, Zgorzelec naar Wrocław, leidt je door oer-Poolse landen." Foto van de Vredeskoers van juni 1955

Poolse en Sovjet-kranten en functionarissen moedigden Polen aan om naar het westen te verhuizen, het zogenaamde "land van kansen". Deze nieuwe gebieden werden beschreven als een plaats waar weelderige villa's door vluchtende Duitsers waren achtergelaten, wachtend op dappere avonturiers; volledig ingerichte woningen en bedrijven lagen voor het oprapen. In de werkelijkheid waren de gebieden verwoest door de oorlog, de infrastructuur grotendeels vernietigd, met hoge misdaadcijfers en plunderingen door bendes. Het duurde jaren voordat er burgerlijke orde was gevestigd.
In 1970 haalde de Poolse bevolking van de noordelijke en westelijke gebieden voor het eerst het vooroorlogse bevolkingsniveau in (8.711.900 in 1970 versus 8.855.000 in 1939). In hetzelfde jaar bereikte de bevolking van de andere Poolse gebieden ook het vooroorlogse niveau (23.930.100 in 1970 versus 23.483.000 in 1939). 
Tegenwoordig is de bevolking van de Herwonnen Gebieden overwegend Pools, hoewel er in een paar plaatsen nog een kleine Duitse minderheid te vinden is, waaronder in Olsztyn, Mazurië en Opper-Silezië, met name in het woiwodschap Opole (het gebied van Opole, Strzelce Opolskie, Prudnik, Kędzierzyn-Koźle en Krapkowice).

### Oorsprong van de naoorlogse bevolking volgens de volkstelling van 1950
Tijdens de Poolse naoorlogse volkstelling van december 1950 zijn er gegevens verzameld over de vooroorlogse woonplaatsen van de inwoners vanaf augustus 1939. Bij kinderen geboren tussen september 1939 en december 1950 is hun woonplaats opgegeven op basis van de vooroorlogse woonplaatsen van hun moeders. Dankzij deze gegevens is het mogelijk om de vooroorlogse geografische oorsprong van de naoorlogse bevolking te reconstrueren. Veel gebieden in de buurt van de vooroorlogse Duitse grens werden hervestigd door mensen uit aangrenzende grensgebieden van het vooroorlogse Polen. Bijvoorbeeld, Kasjoeben uit de vooroorlogse Poolse Corridor vestigden zich in nabijgelegen gebieden van Duits Pommeren, grenzend aan Pools Pommeren. Mensen uit de regio Poznań in het vooroorlogse Polen vestigden zich in Oost-Brandenburg. Mensen uit Oost-Opper-Silezië verhuisden naar de rest van Silezië. En mensen uit Mazovië en Sudovië verhuisden naar het aangrenzende Mazurië. Polen die verdreven werden uit voormalige Poolse gebieden in het oosten (tegenwoordig voornamelijk delen van Oekraïne, Wit-Rusland en Litouwen) vestigden zich in groten getale overal in de Herwonnen Gebieden, maar velen ook in centraal Polen.
| Regio (in de grezen van 1939):                                     | Opper-Silezië | Neder-Silezië | Oost-Brandenburg | Pommeren  | Vrije stad Danzig | Oost-Pruisen | Totaal    |
| ------------------------------------------------------------------ | ------------- | ------------- | ---------------- | --------- | ----------------- | ------------ | --------- |
| Autochtonen (burgers van Nazi-Duitsland/Vrije stad Danzig in 1939) | 789,716       | 120,885       | 14,809           | 70,209    | 35,311            | 134,702      | 1,165,632 |
| Polen verdreven uit de Kresy (USSR)                                | 232,785       | 696,739       | 187,298          | 250,091   | 55,599            | 172,480      | 1,594,992 |
| Polen vanuit het buitenland met uitzonder van de USSR              | 24,772        | 91,395        | 10,943           | 18,607    | 2,213             | 5,734        | 153,664   |
| Kolonisten uit Warschauw                                           | 11,333        | 61,862        | 8,600            | 37,285    | 19,322            | 22,418       | 160,820   |
| Uit de regio Warschauw (Mazovië)                                   | 7,019         | 69,120        | 16,926           | 73,936    | 22,574            | 158,953      | 348,528   |
| Uit de regio's Białystok en Sudovië                                | 2,229         | 23,515        | 3,772            | 16,081    | 7,638             | 102,634      | 155,869   |
| Uit het vooroorlogse Poolse Pommeren                               | 5,444         | 54,564        | 19,191           | 145,854   | 72,847            | 83,921       | 381,821   |
| Kolonisten uit de regio Poznań                                     | 8,936         | 172,163       | 88,427           | 81,215    | 10,371            | 7,371        | 368,483   |
| Regio Katowice (Oost-Opper-Silezië)                                | 91,011        | 66,362        | 4,725            | 11,869    | 2,982             | 2,536        | 179,485   |
| Kolonisten uit Łódź                                                | 1,250         | 16,483        | 2,377            | 8,344     | 2,850             | 1,666        | 32,970    |
| Kolonisten uit de regio Łódź                                       | 13,046        | 96,185        | 22,954           | 76,128    | 7,465             | 6,919        | 222,697   |
| Kolonisten uit de regio Kielce                                     | 16,707        | 141,748       | 14,203           | 78,340    | 16,252            | 20,878       | 288,128   |
| Kolonisten uit de regio Lublin                                     | 7,600         | 70,622        | 19,250           | 81,167    | 19,002            | 60,313       | 257,954   |
| Kolonisten uit de regio Krakau                                     | 60,987        | 156,920       | 12,587           | 18,237    | 5,278             | 5,515        | 259,524   |
| Kolonisten uit de regio Rzeszów                                    | 23,577        | 110,188       | 13,147           | 57,965    | 6,200             | 47,626       | 258,703   |
| woonplaats in 1939 onbekend                                        | 36,834        | 26,586        | 5,720            | 17,891    | 6,559             | 13,629       | 107,219   |
| Totale bevolking in december 1950                                  | 1,333,246     | 1,975,337     | 444,929          | 1,043,219 | 292,463           | 847,295      | 5,936,489 |

## De rol van de Herwonnen Gebieden bij het aan de macht komen van de Communisten

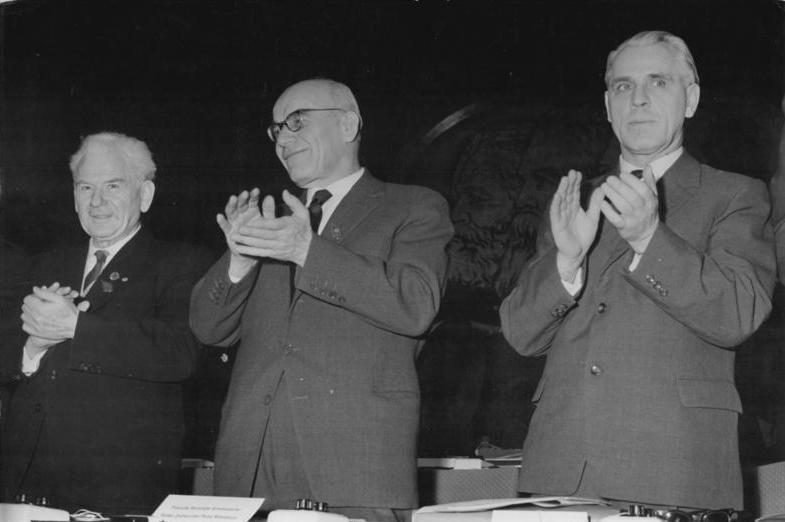
Władysław Gomułka (midden), minister in de Poolse Volksrepubliek die toezicht hield op de integratie en ontwikkeling van de Herwonnen Gebieden tussen 1945 en 1948

De communistische regering, die niet democratisch verkozen was, probeerde zichzelf te legitimeren door middel van anti-Duitse propaganda. Het Duitse "revanchisme" werd benadrukt als een permanente Duitse dreiging, waarbij de communisten de enige garanten en verdedigers waren voor het behouden van de "Herwonnen Gebieden" door Polen. Gomułka beweerde dat:
De westelijke gebieden zijn een van de redenen waarom de regering de steun van het volk heeft. Dit neutraliseert verschillende elementen en brengt mensen bij elkaar. Westwaartse expansie en landbouwhervormingen zullen de natie aan de staat binden. Elke terugtrekking zou onze binnenlandse positie verzwakken.
De herverdeling van "eigendom zonder eigendom" onder het volk door het regime zorgde voor brede sympathie van het volk jegens het regime.
Na de Tweede Wereldoorlog annexeerde de Sovjet-Unie het Poolse Kresy ten oosten van de Curzonlijn en moedigde aan of dwong Polen en etnische minderheden naar het westen te trekken. In het kader van deze campagne hingen de Sovjets op openbare plaatsen posters met berichten als:
Westelijke gebieden. Eldorado. In bloedige gevechten, heeft de Poolse soldaat zeer oude Poolse gebieden bevrijd. Pools gebied voor Polen. 5000 vrachtwagens zijn beschikbaar om kolonisten naar het westen te brengen.

## Juridische status van de gebieden

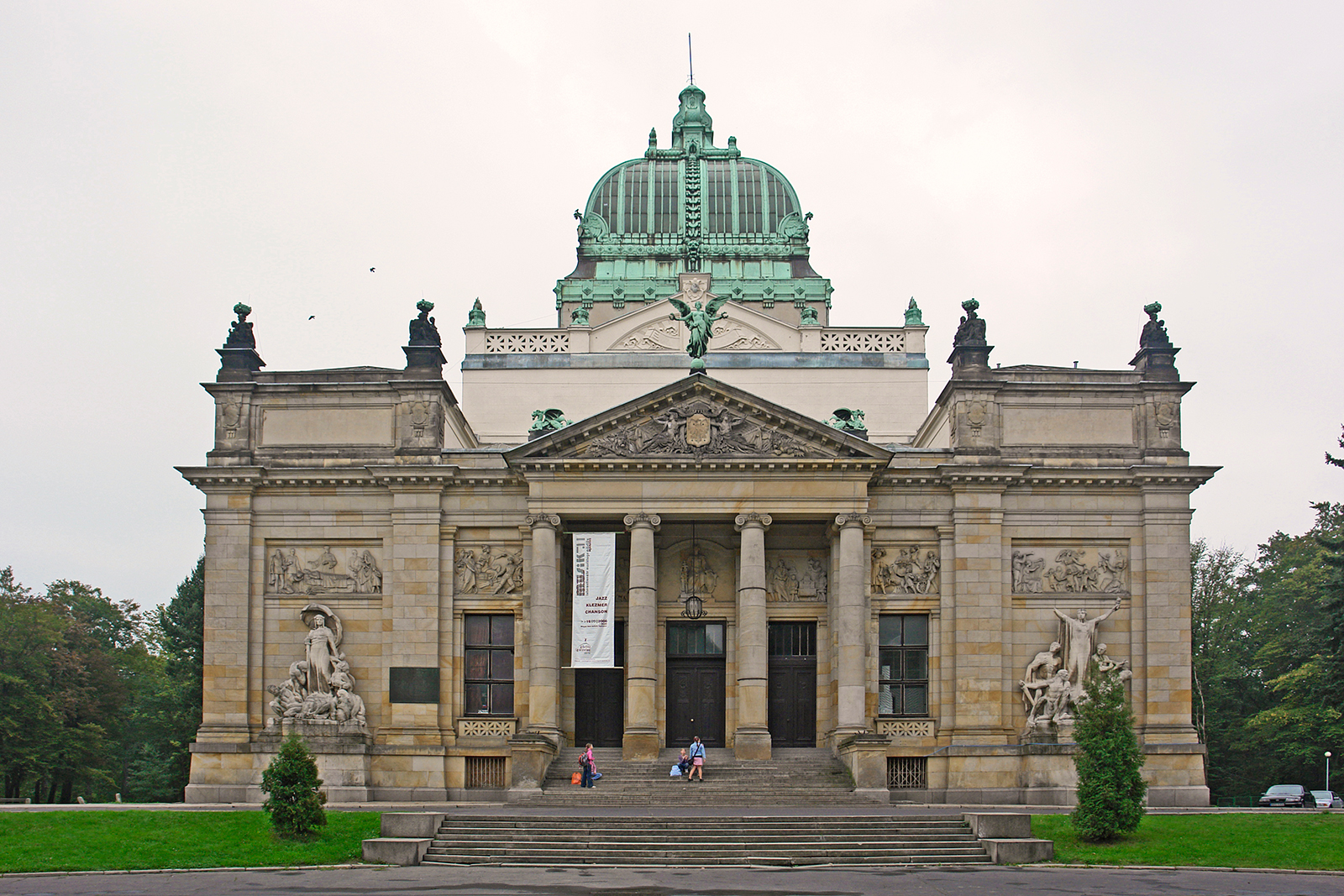
Gemeentehuis van Cultuur in Zgorzelec, plaats van ondertekening van het Verdrag van Zgorzelec in 1950

Tijdens de Koude Oorlog was het officiële standpunt in de Eerste wereld dat het slotdocument van de Conferentie van Potsdam geen internationaal verdrag was, maar slechts een memorandum. Het reguleerde de kwestie van de Duitse oostgrens, die de Oder-Neissegrens zou zijn, maar het laatste artikel van het memorandum stelde dat de definitieve status van de Duitse staat en daarom haar territoria onderworpen waren aan een afzonderlijk vredesverdrag tussen Duitsland en de geallieerden van de Tweede Wereldoorlog. In de periode van 1945 tot 1990 werden twee verdragen gesloten tussen Polen en zowel Oost- als West-Duitsland betreffende de Duits-Poolse grens. In 1950 ondertekenden de Duitse Democratische Republiek en de Volksrepubliek Polen het Verdrag van Zgorzelec, waarin de Oder-Neisse-lijn werd erkend, officieel door de communisten aangeduid als de "Grens van Vrede en Vriendschap". Op 7 december 1970 werd het Verdrag van Warschau tussen de Bondsrepubliek Duitsland en Polen ondertekend met betrekking tot de Poolse westgrens. Beide partijen zetten zich in voor geweldloosheid en accepteerden de bestaande feitelijke grens - de Oder-Neisse-lijn. Een definitief verdrag werd echter pas in 1990 ondertekend als het " Verdrag inzake de afsluitende regeling met betrekking tot Duitsland ".

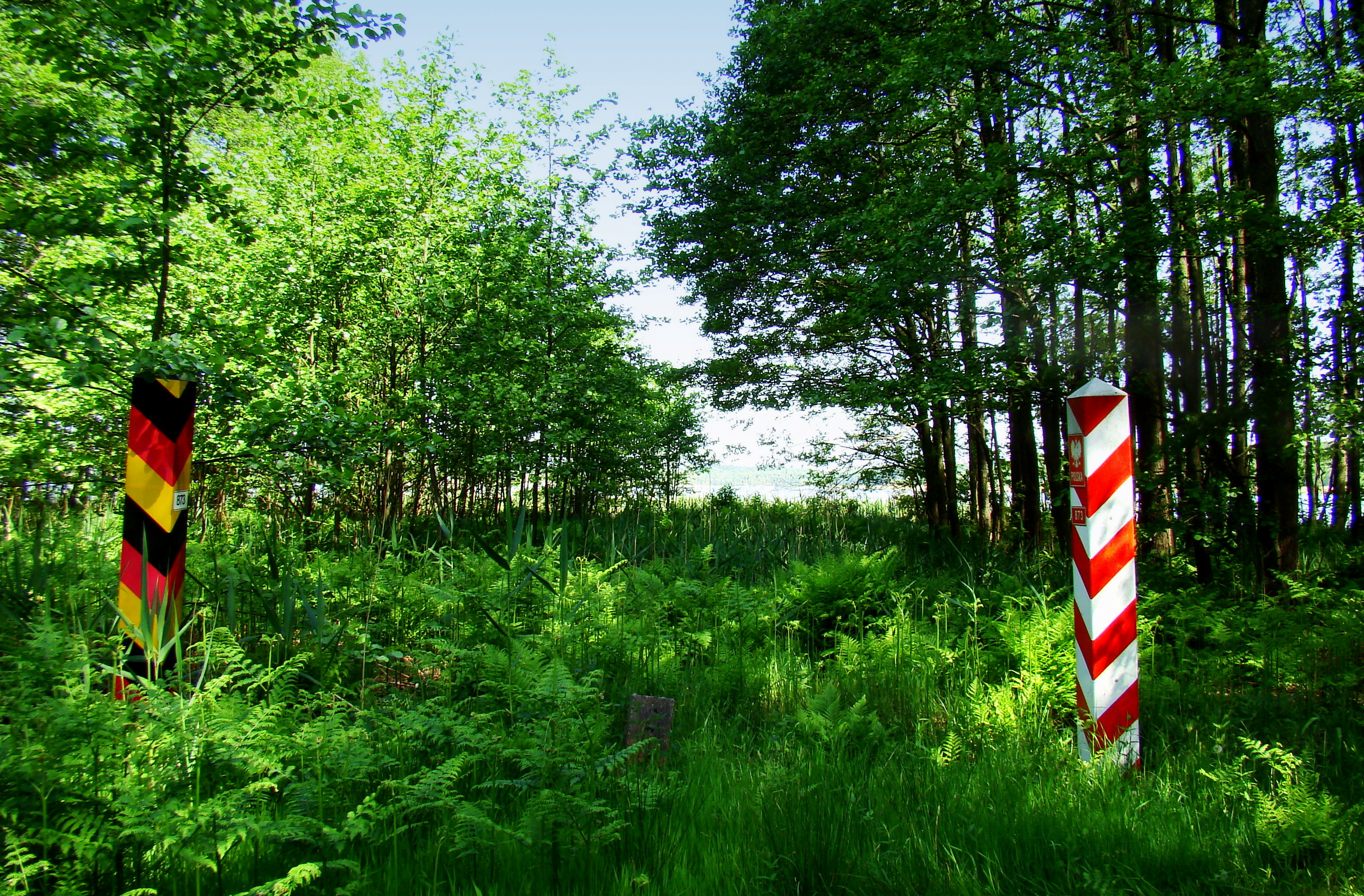
Grensstenen van Duitsland en Polen in de Ueckermünde Heide

Tot het Verdrag betreffende de definitieve regeling beschouwde de West-Duitse regering de status van de Duitse gebieden ten oosten van de rivieren Oder-Neisse als die van gebieden "tijdelijk onder Pools of Sovjet-bewind". Om een brede internationale aanvaarding van de Duitse hereniging in 1990 te vergemakkelijken, erkende de Duitse politiek de " feiten ter plaatse " en aanvaardde de clausules in het Verdrag Betreffende de Definitieve Regeling, waarbij Duitsland afstand deed van alle aanspraken op grondgebied ten oosten van de Oder-Neisse-lijn. Hierdoor kon snel over het verdrag worden onderhandeld en kon de eenwording van democratisch West-Duitsland en socialistisch Oost-Duitsland snel van start gaan.
In overeenstemming met een plicht die Duitsland was opgelegd door het Verdrag Inzake de Definitieve Regeling, ondertekende Duitsland in hetzelfde jaar, 1990, een afzonderlijk verdrag met Polen, het Duits-Poolse grensverdrag, waarin de huidige grenzen van de twee landen werden bevestigd.
De ondertekening en ratificatie van het grensverdrag tussen Duitsland en Polen formaliseerde in internationaal recht de erkenning van de bestaande grens en maakte een einde aan alle geldige Duitse aanspraken op haar voormalige Oostgebieden.